# Prokop Holý
Prokop Holý, později též známý jako Prokop Veliký (asi 1380 – 30. květen 1434, Lipany), byl radikální husitský kněz, politik a vojevůdce, který se stal duchovním správcem táborské obce a neformální hlavou husitských Čech. O jeho mládí historické prameny prakticky nehovoří, známá je pouze skutečnost, že byl vychován u svého strýce, který byl bohatým pražským obchodníkem, a že patrně z jeho vůle dosáhl kněžského vysvěcení. Po vypuknutí husitské revoluce ideově následoval hejtmana Jana Žižku, po jehož smrti se postupně propracoval mezi přední husitské představitele. Od roku 1426 se v čele táboritů, a ve spolupráci s ostatními husitskými svazy, snažil získat většinu Čech pod husitskou kontrolu a kombinací diplomatického a vojenského nátlaku (rejsy do Uher, německých a rakouských zemí, Slezska a Lužice) přinutil západní katolické představitele k jednání o programu čtyř pražských artikulů. V lednu až dubnu 1433 stál v čele delegace přizvané k rokování na basilejském koncilu, nicméně ještě v září téhož roku po roztržce před obleženou Plzní odešel ze své funkce u vojska a věnoval se pouze politické činnosti. Do čela ozbrojených sil husitského radikálního křídla se vrátil patrně v dubnu 1434. Zahynul na konci následujícího měsíce v bitvě u Lipan.

## Mládí
O místě a čase narození Prokopa Holého, stejně jako u většiny osobností husitských válek, historické záznamy nehovoří. Podle informací o jeho životě však část historických badatelů předpokládá, že se tak stalo mezi lety 1370–1379, část pak toto datum klade teprve do let po roce 1380. O jeho dětství a letech dospívání také není prakticky nic známo, existují pouze dvě lakonické zprávy, jež naznačují, že byl vychován u svého strýce z matčiny strany, kterým byl podle některých historiků Jan z Cách, bohatý patricij původem z německých Cách, podle jiných jeho syn Jindřich; oba mužové ve své době patřili k nejbohatším pražským obchodníkům a váženým patricijům. První zmínka pochází z pera italského humanisty Enea Silvia Piccolominiho, pozdějšího papeže Pia II., jenž se s Prokopem Holým osobně setkal při jednání na basilejském koncilu.
| „                         | Mezi Pražany byl jeden dosti známý rytíř jménem Aqua, vynikající vážností mezi svými spoluobčany. Ten adoptoval, nemaje potomků, syna své sestry Prokopa a pojal ho jako výrostka s sebou do Francie, Španěl, Itálie i do Jerusaléma a navrátiv se pak, dal ho vysvětit na kněze. Když vznikla novota husitská, přilnul se tento k Žižkovi, a ježto byl silný a obratný a neustupoval před žádnou námahou, byl u něho velice vážen a vodil první řady; špatný špatnému se nejlépe hodí. To jest onen Prokop, který později dostal pro své statečné činy příjmí Veliký. | “ |
| — Enea Silvio Piccolomini | |   |

 Druhou relací je věta zapsaná polským kronikářem Janem Długoszem v literárním díle Annales Poloniae: 
| „             | Byl u Žižky kněz Prokop, jenž dostal později pro své činy jméno Veliký, syn sestry Jana příjmím Voda, od něhož, protože neměl vlastního, byl Prokop adoptován jako syn. | “ |
| — Jan Długosz | |   |

 Pokud jde o rodinné vazby, oba literáti se shodují, že Prokopův potenciální adoptivní otec byl bratrem jeho matky, nicméně pokud by šlo o prve jmenovaného, omylu by se dopustili v důvodu osvojení, neboť je známo, že Jan z Cách vychovával minimálně ještě své dva vlastní syny. Příčina, kvůli níž se mladý Prokop dostal do opatrovnictví, zůstává neznámá, není však vyloučeno, že se tak stalo po matčině ovdovění, potažmo po její smrti. Prostředí, v němž budoucí husitský politik vyrůstal, bylo pro vývoj jeho osobnosti velmi přínosným, neboť díky strýcově bohatství a obchodním stykům osobně poznal některé z evropských zemí a navštívil chrám Božího hrobu v Jeruzalémě. Je též zřejmé, že byl vychován v komfortu a právě v této etapě života si osvojil rozhled a znalost života vyšších společenských kruhů. O Prokopovo pokročilejší vzdělání se v dalších letech postarala církev, neboť po návratu z cest jej dal strýc vysvětit na kněze. Není vyloučeno, že se později stal členem řádu minoritů, jeho pobyt v klášteře v Hradci Králové však nelze s jistotou potvrdit.

## Působení za husitských válek

### Doba Žižkova (1419–1424)

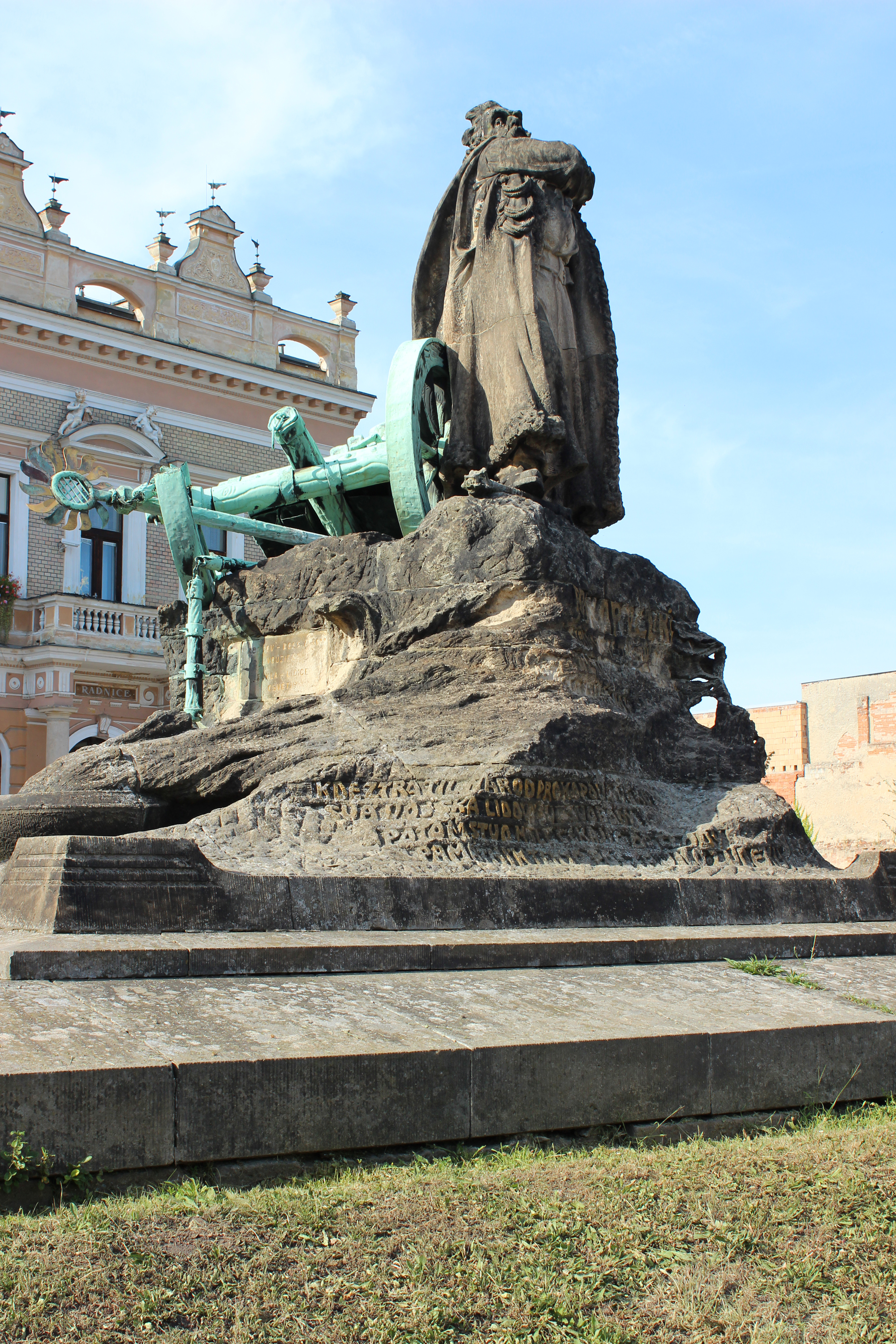
Památník Prokopa Holého v Českém Brodě

O tom, kdy a jakým způsobem se Prokop Holý stal stoupencem učení Jana Husa, historické dokumenty nevypovídají. Poprvé je připomínán teprve na jaře roku 1420 v pozdním rukopisu (R) Starých letopisů českých jako jeden z členů skupiny, jež v čele s Břeňkem Švihovským, Janem Žižkou a knězem Korandou vyrazila z obležené Plzně směrem ke vznikajícímu Hradišti na hoře Tábor. Pokud by se tato zpráva zakládala na reálném základě, mohlo by z ní vyplývat, že byl jedním z aktérů, kteří po uzavření půlročního příměří mezi husity a královskou stranou na podzim roku 1419 opustili Prahu, a současně patřil k účastníkům bitvy u Sudoměře. Navzdory tomu, že jeho přítomnost na těchto událostech nelze jednoznačně potvrdit, další z autorů Starých letopisů českých naznačují, že se téhož roku na Táboře nacházel, neboť jej jmenují jako jednoho z účastníků roztržky mezi táborskými kněžími: 
| „                      | Téhož léta 1420 stalo se na táboře mezi kněžími veliké rozdělení a mezi lidem búření. Mistr Jičín a Filip kněz, Prokop Holý, Chřenovský, Štěpán Pacovský, Abrham jednu stranu držichu; ale Martínek kazatel Hůska z Moravy, Petr Kániš, a Jan Bydlinský, Bartoš a Mikuláš Slepý a Trsáček, ti počéchu tělo boží modlů a motýlem nazývati a mnohé ohyzdy proti velebné svátosti počéchu vynášeti | “ |
| — Staré letopisy české | |   |

| „                                                 | Táborský Prokop Holý, kněz Bedřich, kněz Mašek, Markolt, Rohlík, kněz Vaníček, Blažek Šeplavý, Quirin, Štěpánek a někteří jiní se vyjadřovali o tělu a krvi Páně tak, že se ani nesluší o tom psát, a také o jiných svátostech mluvili potupné řeči, nevěřili v přímluvy svatých, posty ani vigilie nedrželi, haněli posvěcené křižmo, křtili v potocích, mrtvým nedávali zvonit, nechtěli sloužit mši svatou v kostelích, neuznávali ornáty ani jiné posvátné potřeby i k bohoslužbám, při mši nepozdvihovali tělo Páně, nechtěli pochovávat mrtvé na hřbitovech a říkali, že jsou k tomu vhodnější jiná místa... | “ |
| — Staré letopisy české (Kronika táborských kněží) | |   |

 Podle historiků je pravděpodobné, že právě v tomto období života Prokop Holý určitou měrou inklinoval k pikartství, nicméně o jeho oficiálním postoji, který zaujímal k eucharistii, konkrétně k učení o neměnnosti podstaty chleba a vína při posvěcování, se nelze s jistotou vyjadřovat. Zdá se však, že byl zastáncem umírněné větve pikartů a v průběhu let dospěl ke stanovisku, že svátost oltářní zůstává chlebem, v němž je Kristus přítomen jen obrazně, posvátně. Tento názor podporují i události z roku 1433, kdy hájil remanenční učení před účastníky basilejského koncilu. Nicméně v polovině roku 1421, když se za neznámých okolností octl v Praze, se stal jednou z osob z pikartství podezřelých a jeho myšlenky mu vynesly několikadenní vězení pod Staroměstskou radnicí. Z tohoto místa byl však vysvobozen pravděpodobně již 30. června zásluhou Jana Želivského, jenž spolu s novoměstskou obcí svrhl konšely obou pražských radnic a obě Města posléze spojil pod jednu správu. Není vyloučeno, že za pobytu v české metropoli Prokopa Holého s Janem Želivským, spolu s nímž postupoval proti Jakoubkovi ze Stříbra, pojilo vzájemné přátelství, které mu poskytlo určitou záštitu a umožnilo mu v Praze působit i se svými postoji. Želivského poprava 9. března 1422 však naprosto změnila pražské poměry a v roce 1423 se Prokop Holý opět nalézal u táborského vojska. Jeho jméno je toho roku zmiňováno při jednání u Konopiště, kde mělo dojít k urovnání roztržky mezi Prahou a Táborem. Průběh celého rokování se nakonec soustředil kolem bohoslovců z obou stran, kteří vedli hádky o sporných věroučných otázkách. 
| „                                                       | Prokop Holý totiž ze strany táborských kněží ihned po dokončených úmluvách a jejich vyhlášení sloužil mši v ornátu; se strany pražských mistrů se tomu tak nestalo, aby totiž sloužili mši bez komžiček, podle toho, jak bylo vyhlášeno. | “ |
| — Mikuláš Biskupec z Pelhřimova (Chronicon Taboritarum) | |   |

 Tyto řádky naznačují, že Prokop Holý ještě před Žižkovou smrtí patřil mezi přední táborské kazatele, neboť jménem táborského kněžstva, které se na rozdíl od pražských duchovních při mši neoblékalo do ornátů, dal najevo dobrou vůli ke smíru a projevil odtažitý vztah k malicherným věroučným třenicím.

### V čele husitů (1426–1434)

#### Rok 1426

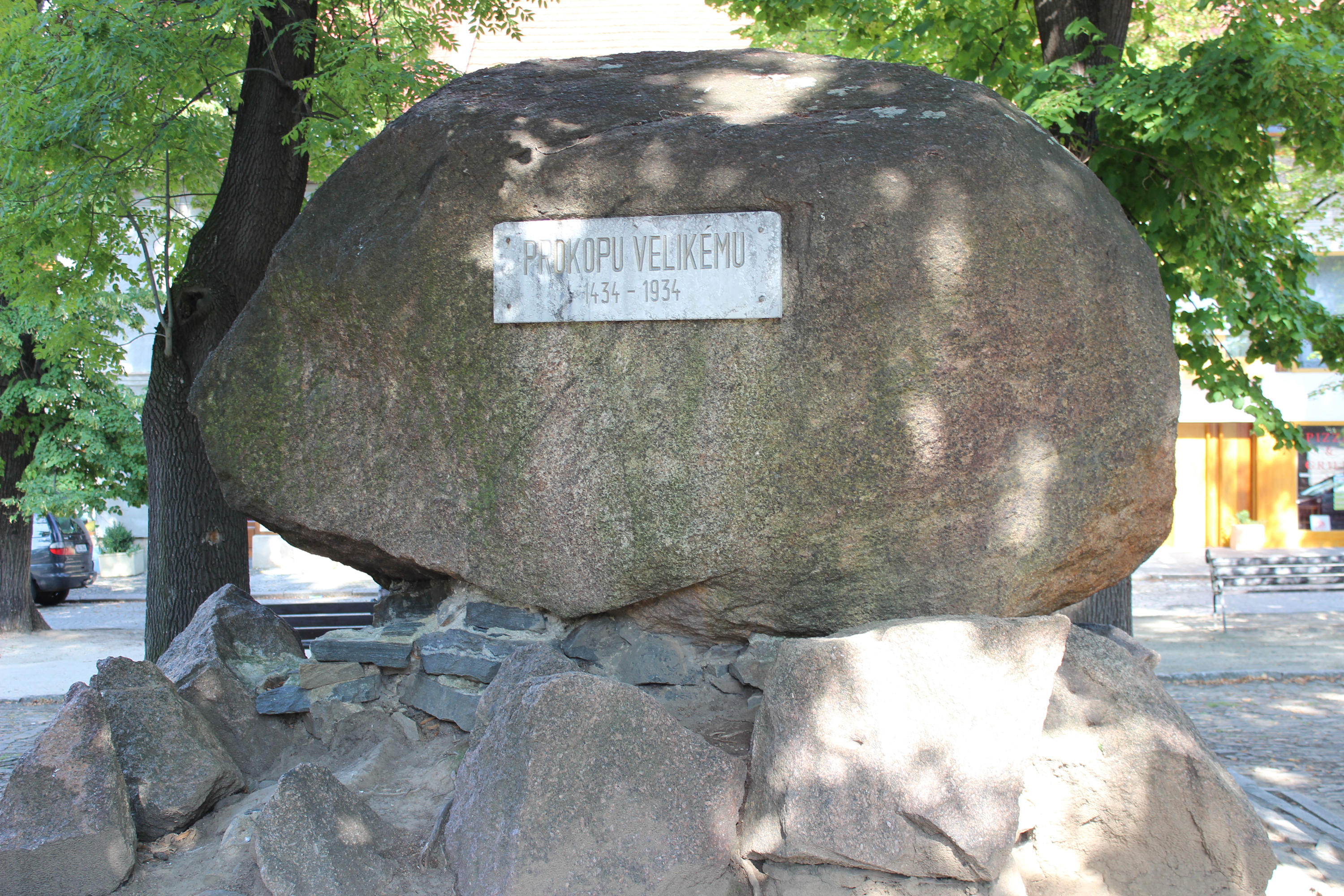
Památník Prokopa Holého na Mírovém náměstí v Kouřimi

Vyjadřovat se o činnosti Prokopa Holého mezi lety 1424 a 1426 by znamenalo pouštět se na půdu dohadů. Nicméně je nasnadě, že v průběhu tohoto období musel úzce spolupracovat s vedením táborské obce, kde si patrně získal značnou autoritu, neboť jeho jméno je připomínáno mezi hlavními aktéry, kteří se účastnili tažení proti severočeským enklávám pod správou saského knížete Fridricha Bojovného a bitvy u Ústí nad Labem. Na tažení byli přítomni vojáci všech husitských svazů a není vyloučeno, že strůjcem tohoto federativního společenství byl právě Prokop Holý, který zde vedle táborského vojenského velitele Jaroslava z Bukoviny působil jako duchovní správce táborské obce. Podle pozdějšího, a ne příliš spolehlivého zdroje, kterým byl evangelický historik Zachariáš Theobald (Hussitenkrieg), prý Prokop Holý v čele táborského vojska cestou k Ústí nad Labem zpustošil Třebenice, Duchcov, Teplice a městečko Krupku; k této informaci však část historické obce přistupuje poněkud zdrženlivě. Po ústeckém vítězství táborité a sirotci oblehli Poděbrady, sídelní město někdejšího Žižkova spojence Hynka Bočka z Kunštátu a Poděbrad, jenž uzavřel spojenectví s některými katolickými pány. Jejich snaha však narazila na odhodlanou obranu a akce se protáhla až do podzimních měsíců. Právě v tu dobu na jižní Moravu vpadlo vojsko, jež shromáždil zeť krále Zikmunda Lucemburského vévoda Albrecht Rakouský. Prokop Holý, kterého patrně obě husitské obce uznaly za formálního vůdce, upustil od akcí proti Poděbradům (10. říjen) a rychlým pochodem vyrazil na Moravu. Následně pak 19. listopadu vítězně udeřil na Albrechtovy síly u obléhané Břeclavi a dodal posádce vyčerpané tříměsíčním obklíčením zásoby potravin, pití i střeliva. Po porážce se rakouský vévoda neodhodlal dál stavět husitům na odpor a své síly stáhl zpět na domovské území.

#### Rok 1427
V prvních měsících roku 1427 Prokop Holý využil příznivé situace a pokračoval v ofenzivních vojenských operacích na rakouském území. 12. března jeho vojáci oblehli město Světlá, u něhož však byli o dva dny později napadeni oddíly pod korouhví Albrechta Rakouského. Ve čtyřhodinové bitvě u Světlé husité vybojovali rozhodující vítězství, kterého podle zpráv současníků dosáhli podobným způsobem jako při bitvě u Ústí nad Labem. Tento úspěch byl pro ně významný nejen svým výsledkem, ale i tím, že otevřeli novou kapitolu husitského válečnictví, neboť dosáhli prvního výrazného úspěchu na zahraničním území a zasadili tvrdou ránu jednomu ze svých nejnebezpečnějších protivníků.

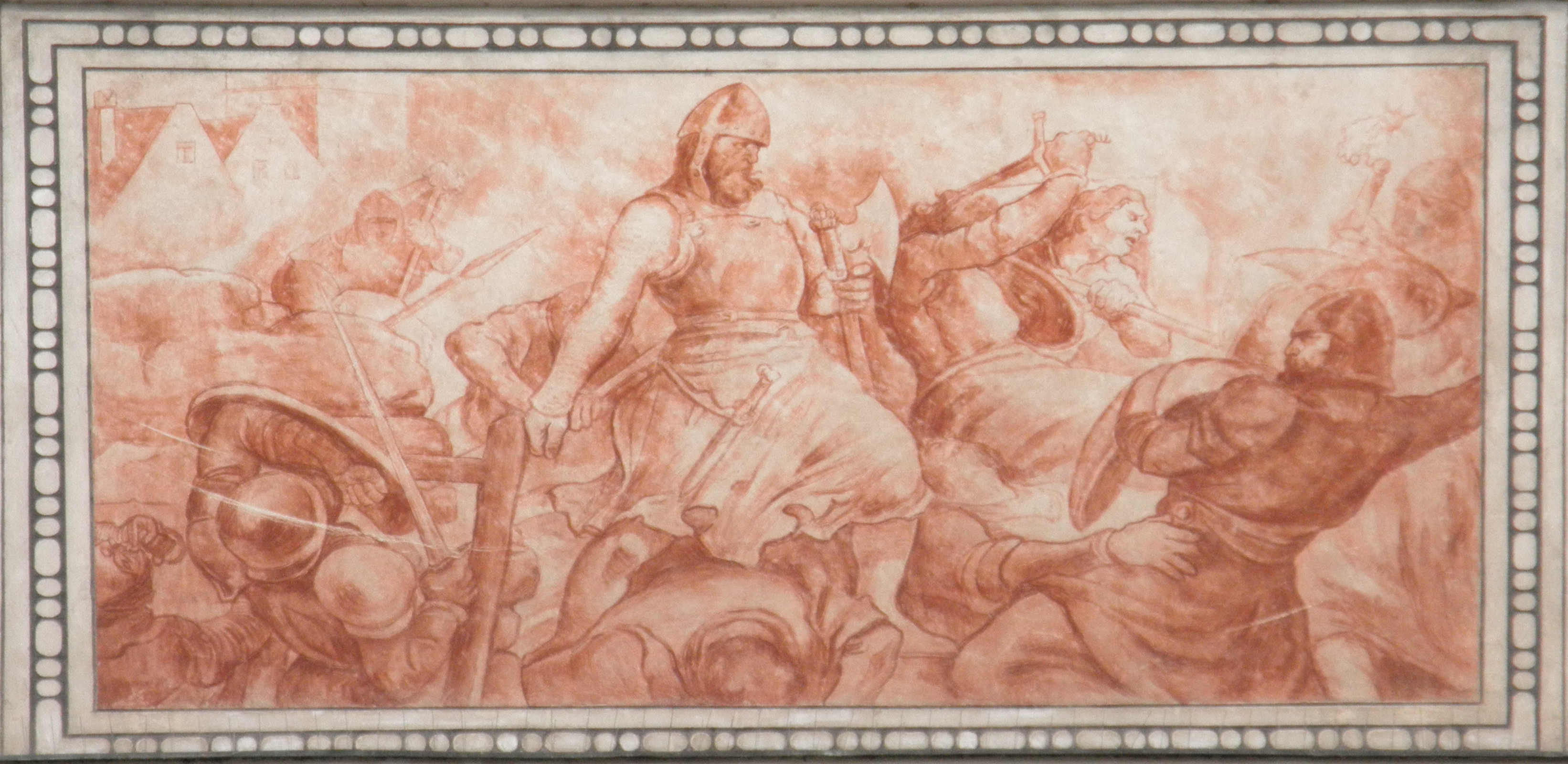
Adolf Liebscher: freska z průčelí kolínské radnice zobrazující husitská vojska, jež pod vedením Prokopa Holého v roce 1427 dobyla Kolín

Po návratu z Rakouska Prokop Holý pravděpodobně zorganizoval i rejsu, která v polovině května zamířila do Lužice a Slezska. Táborité a sirotci při ní v širokém oblouku protáhli kolem Žitavy na Lubno, Lemberg a Javor. Odtud se vrátili přes Trutnov a Náchod do Čech, přičemž táborské polní vojsko cestou dobylo hrad Žleby. Celá spanilá jízda nejenže přinesla husitům bohatou kořist ve zlatě, stříbře a dobytku, ale též zcela narušila severní a severovýchodní nástupní prostory nepřítele, který organizoval třetí protihusitskou křížovou výpravu. Ve chvíli, kdy se síly protivníka shromažďovaly na hranicích, začaly vojenské svazy mobilizovat svoji brannou moc a jejich příslušníci bez odporu uznali svým vrchním velitelem Prokopa Holého. Dne 18. července pražané, táboři, sirotci a někteří příslušníci kališnické šlechty z Čech i Moravy, kteří se shromažďovali v okolí Prahy, vyrazili ke Karlštejnu a z této strategické pozice se dali do pohybu směrem na Rokycany ihned po zprávě o obležení Stříbra. K připravovanému střetnutí však vůbec nedošlo, neboť katoličtí vojáci mezi 2. a 3. srpnem uprchli jak od Stříbra, tak od Tachova, kde kolem sebe část ustupujících shromáždil papežský legát kardinál Jindřich Beaufort (bitva u Tachova). Pro Prokopa Holého osobně znamenalo vítězství obrovský úspěch. Nejen že se mu ve složité vnitropolitické situaci podařilo stmelit všechny husitské svazy pod jednu korouhev, ale současně ukázal, že je schopným velitelem, jenž má dostatečné organizační a politické schopnosti. To v důsledku značně pozvedlo jeho autoritu, kterou upevnil i dobytím Tachova (14. srpen). Po jeho pádu dále stupňoval tlak na domácí katolické panstvo a nasměřoval své vojáky směrem k Plzni. Pro tento podnik však disponoval pouze silami sirotků a táborů a byl si patrně dobře vědom, že obléhání dobře zásobeného města by se mohlo značně protáhnout. Přistoupil proto na návrh protivníka a uzavřel s příslušníky plzeňského landfrýdu dohodu o příměří, jež mělo trvat do 28. dubna 1428. Celý svaz západočeské šlechty se navíc zavázal, že přistoupí na výsledek jednání katolických a husitských bohoslovců, které se připravovalo ke konci roku v Berouně a na hradě Žebráku.
Po dohodě uzavřené v západočeské metropoli se Prokop Holý s vojskem obrátil k Praze, kde se 6. září pokusili neúspěšně převzít moc příslušníci husitské šlechty v čele s Hynkem z Kolštejna a Janem Smiřickým. Sirotci a táborité dorazili k hlavnímu městu Království českého o pět dní později, a když zjistili, že nebezpečí je zažehnáno, obrátili své síly, posílené o pražskou hotovost, proti Kolínu, jenž poskytl spiklencům domovskou základnu. Obléhání pod Prokopovým přímým velením se protáhlo do 16. prosince, do chvíle, kdy byl velitel obránců Diviš Bořek z Miletínka pod tlakem místní měšťanské opozice přinucen kapitulovat.

#### Rok 1428

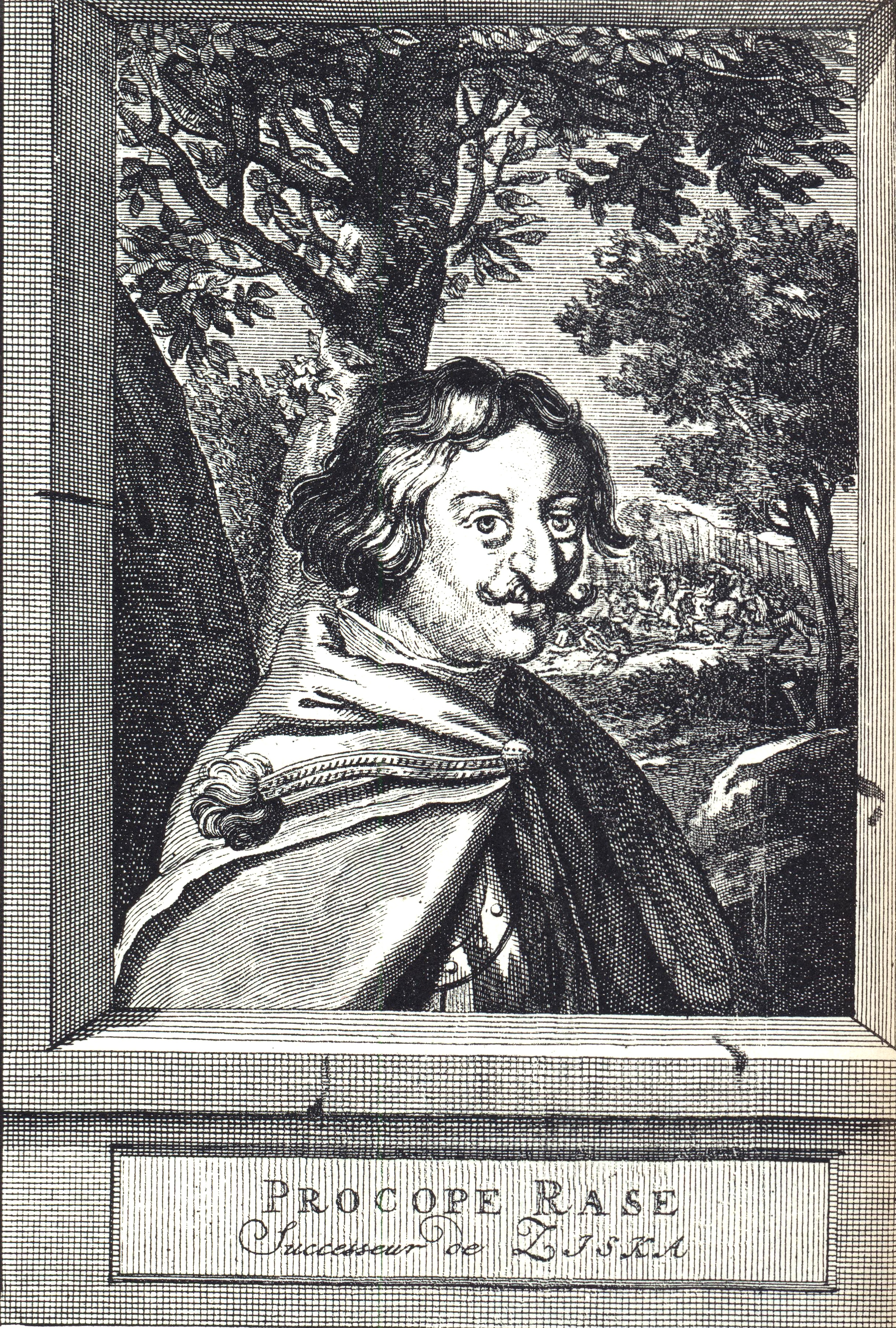
Podobizna Prokopa Holého v podání umělce z 18. století

Krátce po dobytí Kolína zorganizoval Prokop Holý rejsu, jež směřovala přes Moravu na území Horních Uher. Výprava, které se kromě příslušníků polních obcí sirotčího a táborského svazu účastnila také část pražanů a husité z Moravy, po překročení uherských hranic postupovala podél řeky Moravy na Senici, Bíňovice, Pezinok a Svätý Jur. Dne 18. února její příslušníci dorazili k Prešpurku a po vyplenění předměstí se obrátili zpět k moravským hranicím, k nimž dorazili obtíženi kořistí přes Šintavu a Nové Mesto nad Váhom. Účelem celé akce bylo patrně uštědřit účinnou lekci uherským šlechticům. Po vyprázdnění vozů v Uherském Brodě zamířily oddíly Prokopa Holého přes hrad Odry ke slezskému území. Cestou se k nim pravděpodobně připojily polské oddíly šlechtice Dobeslava Puchaly a muži hejtmana táborské posádky v Břeclavi knížete Fedora z Ostrogu. Hned v prvních dnech tažení se do rukou husitů bez boje dostaly Ostrava, Hukvaldy, Osoblaha, Horní Hlohov i jiné lokality a příměří s nimi uzavřeli Bolek Opolský a opavský kníže Václav. K prvnímu vážnějšímu kontaktu s protivníkem se husité dostali teprve u města Nisa. Zde proti nim shromáždil vojsko vratislavský biskup Konrád, jenž velením nad shromážděnými oddíly pověřil kladského hejtmana Půtu z Častolovic. K bitvě u Nisy došlo 18. března, a přestože v ní husité dosáhli hladkého vítězství, město samotné se jim prvním útokem dobýt nepodařilo. Jeho obléháním se však nezdržovali a bleskovými výpady vyplenili poměrně široké slezské území. V rychlém sledu obsadili města, jejichž obyvatelé dali namísto obrany přednost útěku, nebo přijali vysoké finanční částky od měšťanů, kteří se pokusili zmírnit důsledky vpádu na svá území nabídkou vysokého výkupného. Když 1. května husitské vojsko dorazilo k Vratislavi, vypálilo předměstí a zamířilo zpět na domovské území.
Krátce po návratu do Čech se Prokop Holý s největší pravděpodobností zúčastnil sněmu husitských vůdců, k jehož svolání došlo na neznámém místě z důvodu hrozící čtvrté křížové výpravy, jež byla ohlášena na 24. června. Vzápětí inicioval další vpád na rakouské území a po návratu táborské vojsko pod jeho velením oblehlo Bechyni (8. července). Ačkoli byla pevnost důkladně obklíčena a soustavně odstřelována, posádka složila zbraně až kolem 15. října. Krátce po tomto úspěchu byl Prokop Holý odvolán do Prahy, aby urovnal spory mezi husitskými kněžími. Pád Bechyně nezůstal bez výrazného ohlasu, neboť přinutil plzeňské a jihočeské katolické panstvo ke sjednání příměří, jež s nimi Prokop Holý uzavřel 30. listopadu u Znojma, kde se nacházel z důvodu organizování nové rejsy za rakouské hranice. O průběhu této spanilé jízdy se nedochovaly téměř žádné informace, známý je pouze fakt, že táboři vyplenili rozlehlé území až k Dunaji a oblehli Eggenburg.

#### Rok 1429

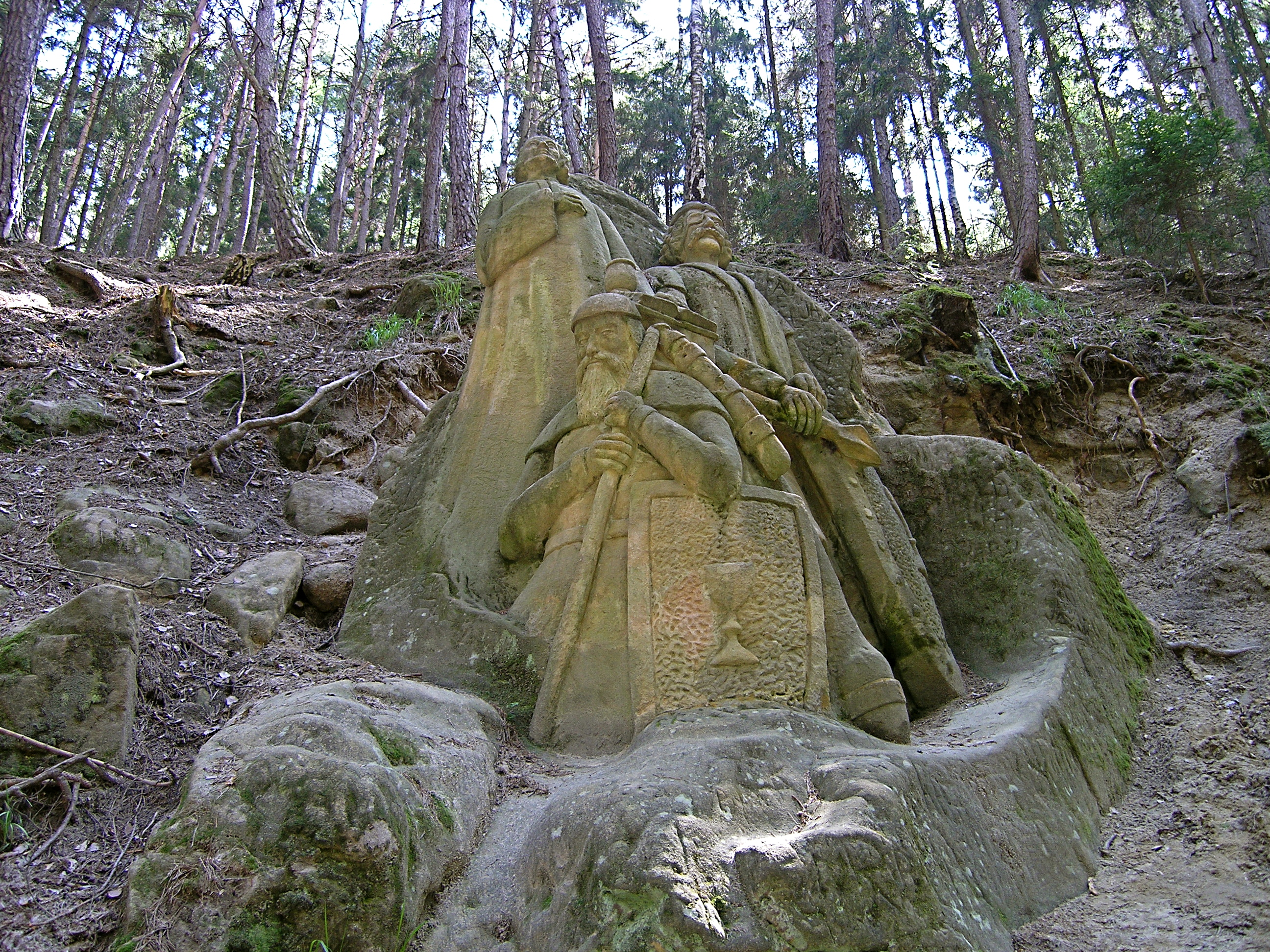
Stanislav Rolínek: sousoší husitských osobností na východní straně Velkého Chlumu u Bořitova. Ztvárněni zde jsou Jan Žižka, Jan Hus a Prokop Holý

Koncem roku 1428 učinil král Zikmund husitům nabídku k rozhovorům, které se měly konat v hornouherském Prešpurku (Bratislavě). O české účasti bylo rozhodnuto na novoročním sjezdu, kde byli současně zvoleni i členové delegace. Do jejího čela byl postaven Prokop Holý, jenž s uherským a německým panovníkem dohodl podmínky přítomnosti husitů v lednu nebo únoru 1429, patrně ještě stále stojící u Eggenburgu. Do Prešpurku dorazila husitská delegace v pondělí 4. března. Na doporučení knížat, rádců a učenců následujícího dne král Zikmund vyzval husity k návratu do lůna církve, na což mu Prokop Holý zdůvodnil letitou žádost o veřejnou obhajobu čtyř pražských článků před zástupci všeho křesťanstva. Posléze pronesl svůj projev mistr Petr Payne, při němž mimo jiné krále vybídl, aby přistoupil k artikulům, čímž si otevře cestu k poslušnosti celého českého národa. Tuto podmínku panovník podle očekávání odmítl. Své rozhodnutí odůvodnil slovy, že jako laik není kompetentní posuzovat duchovní problémy, nicméně neváhal před husity nadnést otázku uzavření vzájemného příměří. Bez vyhlídky na diplomatický zisk byl tento návrh husitskými předáky odmítnut a nic na jejich stanovisku nezměnila ani soukromá schůzka mezi králem a Prokopem Holým. Dalším aktuálním bodem jednání byla účast husitů na příštím církevním koncilu. Obě strany k tomuto bodu přistupovaly s rozdílnými požadavky, hlavním výsledkem vzájemného setkání proto bylo memorandum husitských hejtmanů, jež vylučovalo příměří bez vlastního slyšení o čtyřech artikulech a stanovilo, že rozhodnutí o příměří i účasti na koncilu přísluší zemskému sněmu. K jeho svolání došlo v pražské Karlově koleji krátce po návratu diplomatického poselstva do Čech (23. květen). Ačkoli byly týdenní rozhovory poznamenány bouřlivou atmosférou, podařilo se straně Prokopa Holého dosáhnout shodného stanoviska v obou projednávaných záležitostech. Osobně se též účastnil další diplomatické mise do Prešpurku, kde měly být projednány veškeré problematické otázky. K vyřešení sporných bodů však nedošlo a husitská delegace se proto 24. července vydala na zpáteční cestu.
Na domácí frontě mezitím došlo k vyostření roztržky mezi Starým a Novým Městem pražským, zapříčiněné zejména neochotou Starého Města podělit se o hospodářské a obchodní výhody a privilegia. Obyvatelé obou pražských částí se proti sobě začali opevňovat a neváhali povolat své spojence. Rozkol eskaloval až ke vzájemnému ostřelování zápalnými šípy a puškami a k jeho urovnání byl povolán Prokop Holý. Dne 20. září se mu mezi oběma stranami podařilo uzavřít příměří a dohodu o volbě přátelských úmluvců. Na jeho počest o tři dny později uspořádali staroměstští konšelé opulentní oběd v malostranském šestipanském úřadě. Přítomnosti předáků sirotčího vojska posléze Prokop Holý využil k naplánování nového úderu za české hranice. Spolu s veliteli dalších sborů (Václav Carda, Jan Bleh z Těšnice a Otík z Lozy) opustil Prahu po 27. září a den po něm vytáhli do pole i sirotci. Kolem 1. října dorazil k žitavskému klášteru Ojvín, kde již několik dní operovaly táborské jednotky pod velením vrchního hejtmana Jakuba Kroměšína. Se střídavými úspěchy pak spojené polní obce táhly ke Zhořelci a Budyšínu, jehož obyvatelé se po třídenním bombardování raději vykoupili. Při dalším postupu na západ husité dobyli Kamenec a dále vyrazili k saskému městu Grossenheim. Z tohoto místa se Prokop Holý rozhodl zamířit na území Lužice, aby přes Luck a Chotěbuz dorazil ke Kubínu. Do Čech dorazila rejsa 11. listopadu přes Crossen, Boleslavec, Lubno a Žitavu. Vojáci si sebou přiváželi bohatou kořist a přihnali značné množství dobytka. Prakticky ihned po návratu začal Prokop Holý organizovat nový zahraniční výpad, který měl tentokrát směřovat do německých zemí. Jednalo se prozatím o největší spanilou jízdu, jíž se měli účastnit zástupci všech husitských svazů a šlechty z Čech i Moravy, snad v počtu od 20 do 30 000. Vojáci se postupně shromažďovali u severních hranic, které překročili patrně ve čtyřech kolonách 20. nebo 21. prosince. Zkonsolidované vojsko se posléze ubíralo podél levého břehu Labe, kolem Pirny, Drážďan a Míšně k městu Grimma, kde hejtmani doufali svést rozhodující bitvu se spojenci a sbory saského kurfiřta Fridricha II. Dobromyslného.

#### Rok 1430

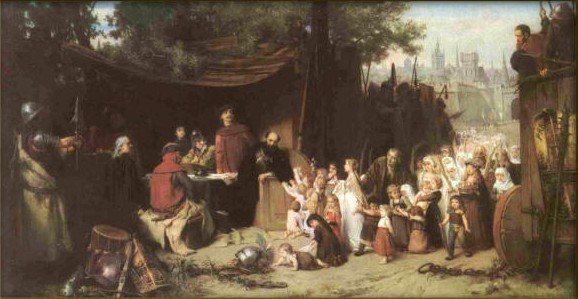
Jaroslav Čermák: Prokop Holý před Naumburgem. Podle legendy, jež vznikla značně později, prý občané obléhaného města k Prokopovi Holému vyslali všechny děti a panny v bílých řízách a s větvičkami třešní v rukou. Tito prosebníci jej přiměli, aby zrušil obléhání a měšťany ušetřil, nicméně dodnes není jisté, zda husité Naumburg skutečně obléhali.

U Grimmy ke střetnutí skutečně došlo, nicméně šlo o menší bitvu obou předvojů, při níž německé oddíly pod velením dolnolužického fojta Hanuše z Polenska utrpěly výraznou porážku. Po této srážce husité očekávali útok zbytku protivníkova vojska, Fridrich se však neodhodlal k žádné další akci, rozpustil většinu jednotek a rozhodl pouze o obraně opevněných míst. Husité pronásledovali hlavní protivníkův voj směrem k Lipsku, jeho obléháním se však nezdržovali. Vzápětí Prokop Holý rozdělil své síly do pěti kolon, jež byly od sebe vzdáleny na 8–10 km, a v tomto širokém rozestupu postupoval směrem do jihozápadní části Saska, biskupství bamberského, purkrabství norimberského a Falce. 
| „                      | Takž pak Čechové jezdili svobodně po těch zemíech, rozdělivše se v pět vojsk a veliků záhubu učinili; a jakož obecně lidé pravie, dobře v té jiezdě sedmdesáte měst ohrazených vypálili sú; hradóv a tvrzí a vsí počtu nevěděli; a ty všechny země německé nesměly sú se postaviti polem proti Čechóm. | “ |
| — Staré letopisy české | |   |

 25. ledna husité dobyli Plavno, posléze vypálili Hof; Bayreuth a Kulmbach padly bez boje. Následně 2. února Prokop Holý, jménem spojeneckého velení, odeslal list konšelům Bamberku, kteří požádali o uzavření příměří. První jeho podmínkou bylo přijetí čtyř artikulů, nicméně v případě neochoty požadoval částku 50 000 rýnských zlatých. Další podobně koncipovaný list spolu s Václavem Korandou a třemi dalšími duchovními správci husitských vojsk odeslal měšťanům Norimberka. Za intervence Fridricha Braniborského byly kolem 10. února na Beheimsteinu uzavřeny úmluvy jak o zaplacení výkupného, tak o uskutečnění jednání o čtyř artikulech, jež se mělo konat 23. dubna v Norimberku. Ratifikací bamberské úmluvy též vstupovalo v platnost příměří, které mělo trvat do 25. července téhož roku. V následujících dnech Prokop Holý pravděpodobně odjel společně s kurfiřtem do Norimberku, kde zajišťoval ubytování husitského poselstva. Posléze s větší částí vojska přitáhl k Chebu, kde mu vyslanci z města přinesli darem dvanáct loktů vynikajícího bruselského sukna, za což usmlouvali nabídku příměří v ceně 900 zlatých. Celá jízda, tak spanilá, že pamětníkuov není aniž bude, by ji kdy Čechové sami učinili, byla slavnostně ukončena 21. února v Praze.
O složení husitské delegace, jež se měla účastnit jednání v Norimberku, bylo rozhodnuto na poradě uspořádané v Karlově koleji asi 8. března a Prokop Holý byl zvolen jako jediný zástupce duchovního stavu. Ačkoli se Fridrich Braniborský snažil své slovo dodržet, narazil na tvrdý odpor papežského dvora a krále Zikmunda a byl nucen jednání odvolat. Jakmile bylo zřejmé, že z diplomatické mise sejde, byly zorganizovány další rejsy do Slezska a Horních Uher, těch se však Prokop Holý neúčastnil, neboť byl zaneprázdněn politickými záležitostmi. Další zprávy o jeho osobě se datují k 16. květnu, kdy pobýval v Nymburku, kde s místním hejtmanem Otíkem z Lozy vyřizoval zahraniční korespondenci týkající se zajatců a výkupného. V červnu pak vyslal pomocné oddíly ohrožené posádce ve slezském Němčí a spolu s Jakubem Kromšínem se zúčastnil vpádu na Moravu, kde vyplenili okolí Brna a v polovině srpna dobyli hrad Šternberk. Jelikož se v průběhu obléhání donesly k Prokopovi Holému zprávy o připravovaném útoku z Bavorska, ihned po pádu pevnosti zamířil k Plzni, kde dorazil v posledních srpnových dnech. Po vypleněni plzeňského okolí pokračoval k Tachovu, kde marně očekával útoku protivníka. V polovině října, ve chvíli, kdy již bylo zřejmé, že nebezpečí z německé strany pominulo, uzavřeli husité příměří s plzeňským landfrýdem a v čele s Prokopem Holým opět vpadli do Slezska na pomoc posádkám ohrožených pevností. Na jeho území 19. listopadu dobyli Otmuchov a Vrbno a následně oblehli Namyslav. Jelikož se jim dobře opevněné město nepodařilo přinutit ke kapitulaci, vyplenili pouze jeho okolí a patrně 3. prosince se vydali na zpáteční pochod. Téhož měsíce ještě sirotci na žádost Prokopa Holého podnikli další výpravu do Horní Lužice.

#### Rok 1431

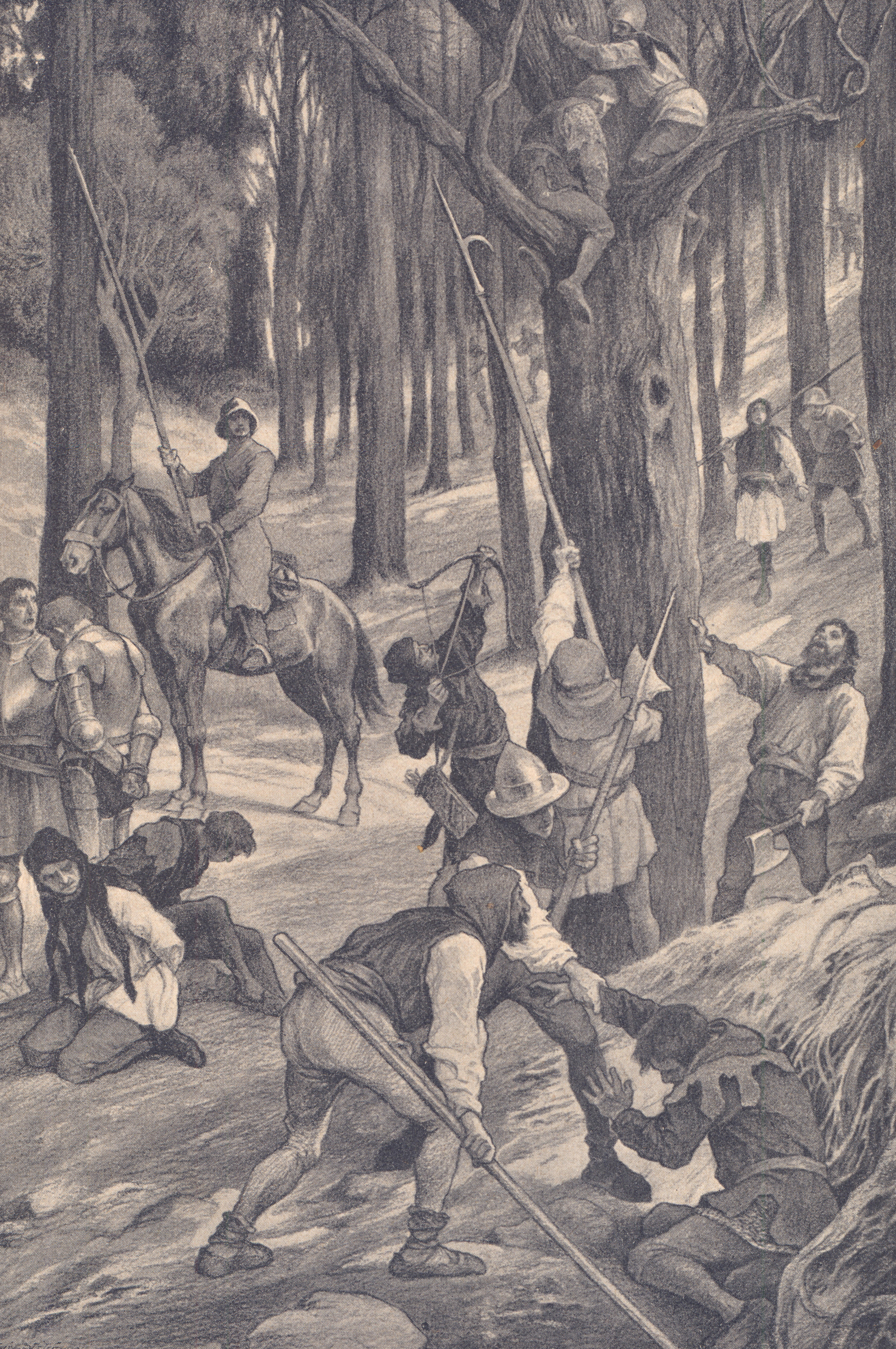
Věnceslav Černý: husité pronásledují prchající křižáky po bitvě u Domažlic

V prvních týdnech roku 1431 navázal Prokop Holý diplomatický kontakt s polským králem Vladislavem, jenž byl ochoten zprostředkovat mír mezi husity a katolickou Evropou. Tento návrh byl přijatelný i pro sirotky, kteří odmítali mír za cenu jednání s králem Zikmundem, a bylo o něm diskutováno v rámci zemského sněmu, jenž byl svolán kolem 11. února do Kutné Hory. Ačkoli historické prameny zevrubnější údaje o této události nezachovaly, je známo, že zde bylo rozhodnuto o účastnících delegace do Krakova a dvanáctičlenné prozatímní zemské vládě. Do Polska měl Prokop Holý vyrazit společně s mistrem Petrem Paynem, Vilémem Kostkou z Postupic a Bedřichem ze Strážnice. Je též velmi pravděpodobné, že byl ustanoven do dvanáctičlenného vládního sboru, jména zvolených se však nezachovala. Jednání v Krakově bylo zahájeno 19. dubna, čeští diplomaté však s polským králem ani místními teology nenalezli společnou řeč. Příčinou byl zejména postoj krakovského biskupa Zbigniewa Olešnického a neochota husitů souhlasit s Vladislavovým požadavkem, aby se podrobili rozhodnutí budoucího koncilu. Jelikož si Prokop Holý nepřál uzavřít cestu k pokračovaní rozhovorů, přislíbil polskému panovníkovi, že s jeho návrhy seznámí účastníky zemského sněmu a že sněmovní stanovisko bude podkladem pro další styky. Toto rokování bylo zahájeno 1. května, avšak zahraničně politická témata jak v polské otázce, tak při jednání se zástupci krále Zikmunda nepřinesla další podněty. K tomu přispěla i situace v evropských zemích, kde se ke vpádu do Čech formovala další křížová výprava. Přestože se schylovalo k tomuto vojenskému úderu, zorganizoval Prokop Holý další rejsu do Horní Lužice a Slezska, k níž se připojil nejpozději před polovinou května. Během třinácti dní pak s tímto vojskem podnikl cestu dlouhou přes 200 km. Po návratu na domovské území posléze začal na Plzeňsko svolávat husitské sbory z Čech i Moravy. Doprovázen táborským vojskem na shromaždiště dorazil 28. června a záhy zahájil boj proti příslušníkům plzeňského landfrýdu, který však byl veden pouze pustošením kraje. V červenci se shromážděné husitské vojsko posunulo blíže k hranicím na linii Tachov – Horšovský Týn. Zde setrvalo téměř po celý měsíc, avšak neochota protivníka zahájit pochod a nedostatek proviantu přinutily Prokopa Holého odvést vojáky zpět do středních Čech. Teprve v této chvíli se velitel kruciáty Fridrich Braniborský rozhodl překročit hranice a zahájit bojové operace (30. červenec). Husité se na rozkaz Prokopa Holého shromáždili u Berouna, odkud 12. srpna vyrazili k Chotěšovu (tento zhruba 75 km dlouhý úsek celé vojsko urazilo během dvou dní). Zde se husitský štáb dozvěděl o svízelné situaci posádky obléhaných Domažlic a 14. srpna ráno vojáci nastoupili rychlým pochodem proti křižákům, shromážděným v prostoru mezí Domažlicemi a městem Kdyně. K bitvě většího rozsahu však nedošlo, neboť německé sbory se prakticky bez odporu rozutekly a Všerubským průsmykem zamířily zpět na domovské území. Boje se odvážila pouze část pěchoty ponechaná ve vozové hradbě. Po bitvě u Domažlic zůstal Prokop Holý s vojskem ještě několik dnů u zemské hranice, aby shromáždil kořist a pro případ, že by se německé vojsko pokusilo opět obnovit ofenzivu. Když nabyl jistoty, že ohrožení je odvráceno, vyrazil s vojáky táborského svazu do Slezska na pomoc posádce v Němčí, kterou oblehly jednotky místních feudálů. Slezané se však při zprávě o jeho příchodu rozešli a uzavřeli v opevněných sídlech. O této rejse se nezachovaly podrobnější informace, nicméně je známo, že po jejím ukončení táboři přitáhli přes Opavu na Moravu, aby po boku sirotků udeřili na vojsko Albrechta Habsburského. Rakouský vévoda se však neodhodlal k boji a stáhl své jednotky zpět za hranice. Husité proto dál pokračovali v ofenzivě a zamířili na území Horních Uher. Po spojení u Žiliny obě bratrstva dobyla Likavu, Lednici a Nitru a sirotčí posádka pravděpodobně dočasně obsadila i Topoľčany. I přes tyto úspěchy došlo mezi sirotky a tábory začátkem listopadu k roztržce, jež měla za následek odchod táborů z Uher. Při ústupu údajně strhli most přes Váh v Hlohovci. Tato okolnost měla fatální následky pro sirotky v čele s Janem Čapkem ze Sán, kteří následovali tábory s několikadenním zpožděním. Sirotci, které decimovali uherští vojáci v jejich patách, po návratu do Prahy vinu za fiasko přičítali Prokopovi Holému, jehož Jan Čapek neváhal označit za zrádce, což proti táborskému duchovnímu správci zvedlo značné rozhořčení. Z písemných pramenů vyplývá, že po návratu z východní rejsy Prokop Holý pobýval v Kutné Hoře, kde jej na lůžko upoutala blíže nekonkretizovaná nemoc. Když do Prahy odeslal žádost o vyslání doktora, v důsledku posledního zahraničního nezdaru Pražané odpověděli, že mu raději pošlou kata.

#### Rok 1432

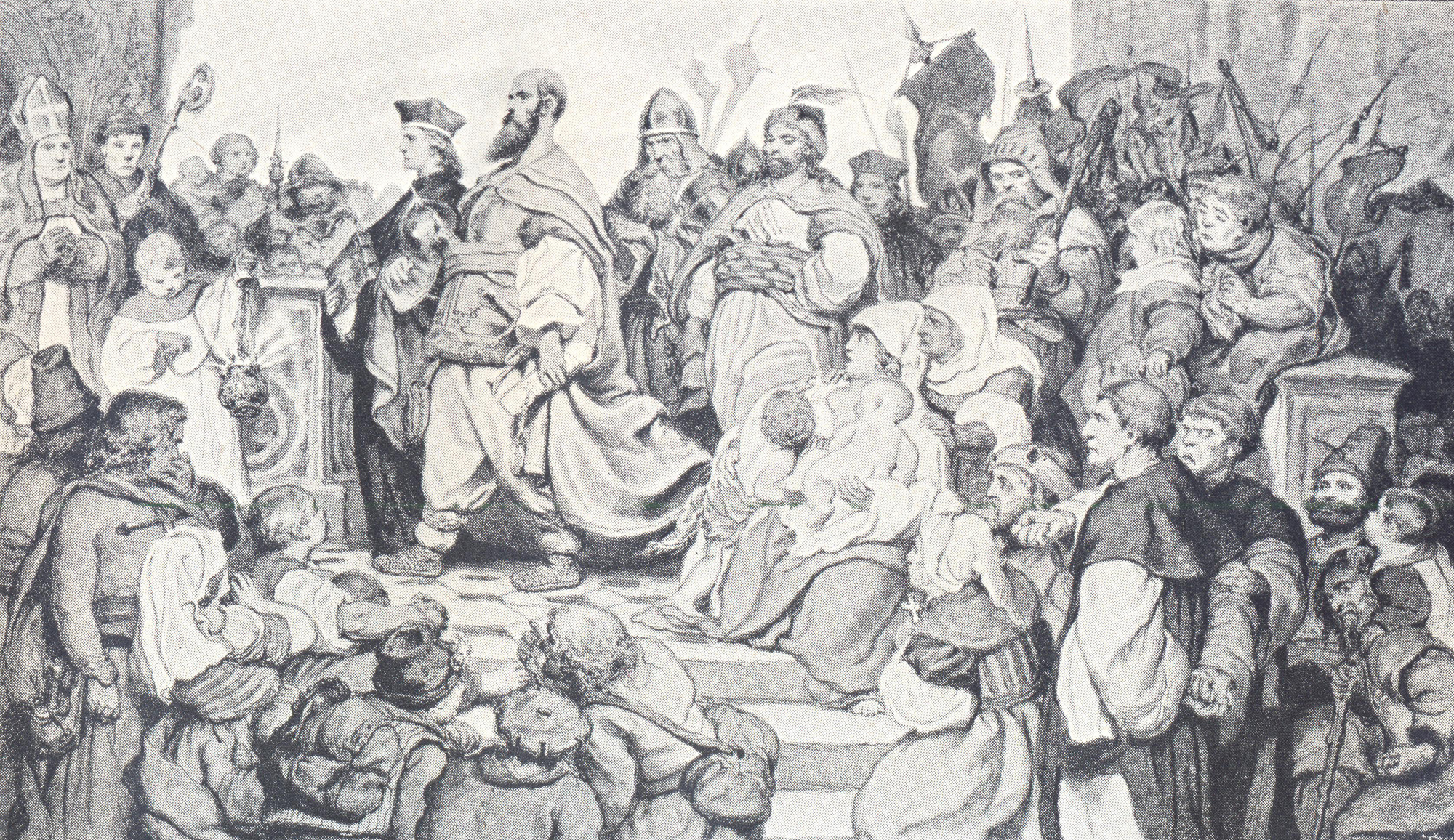
Věnceslav Černý: Prokop Holý a Jan Rokycana v čele husitského poselstva na basilejském koncilu

Možnost mocenské izolace táborské strany po novoročním husitském sněmu a souběžné synodě, jež se konaly v Praze na Staroměstské radnici, a návrh představitelů basilejského koncilu, nabízející jednání o čtyřech artikulech, přinutily již v lednu Prokopa Holého opustit lůžko a věnovat se vnitřní politice. Prvním jeho počinem bylo svolání shromáždění starších táborských hejtmanů a kněží, aby zajistil jednotný postup svazových příslušníků. Posléze v čele delegace táborských obcí odcestoval do Třeboně, kde s Oldřichem II. z Rožmberka uzavřel roční příměří a zasadil se o řádné vyručení zajatců z bitvy u Bejdova. Zároveň jihočeskému velmožovi navrhl, aby doprovázel husitské poselstvo do Basileje. Z Třeboně Prokop Holý zamířil do Prahy, kde byl k 10. únoru svolán všeobecný husitský sněm. Cestou se zastavil v ležení u Benešova, kde se na jeho příkaz organizovaly domácí a polní táborské obce. Historické prameny hovoří o sněmu v Praze jen nepřímo, nicméně je zřejmé, že zde jednak došlo ke konsenzu v postoji husitů k jednání s katolickou stranou v Basileji, dále pak k ustanovení předběžné schůzky s basilejskými představiteli v Chebu a ke zvolení reprezentativního poselstva, do nějž jako čelní táborský vůdce patřil i Prokop Holý. Po ukončení pražského sněmu vyrazila táborská a sirotčí polní vojska na jízdu do Braniborska a Dolní Lužice. Účelem akce bylo zejména napáchání hospodářských škod na majetku braniborského kurfiřta za pomoc, kterou poskytoval Slezanům a Lužičanům při poslední křížové výpravě. Táboři se shromáždili u Mladé Boleslavi a 15. března přitáhli k Frýdlantu, který vypálili. Posléze zpustošili okolí Zhořelce, kde se k nim připojili sirotci pod velením Jana Čapka ze Sán. Obě vojska se následně vydala k Boleslavci a 13. dubna přitáhla k Frankfurtu nad Odrou. U tohoto města se bratrstva opět rozdělila a ve dvou kolonách postupovala na Müncheberg a Alt Landsberg, načež 23. dubna přitáhla k Bernau. Odsud se husité začátkem května vrátili zpět do Čech, neboť Prokop Holý byl jako rozhodující osobnost husitské levice očekáván v Chebu, kam dorazil s osmidenním zpožděním. Chebské rozhovory zahájené 9. května byly kvůli vzájemným stanoviskům velmi obtížné a dvakrát z nich téměř sešlo. Jedním z důvodů byl i požadavek, aby husité uzavřeli všeobecné příměří po dobu jednání s koncilem. To Prokop Holý důrazně odmítl z příčiny války, kvůli níž husité nebyli ochotní uzavřít mír s kterýmkoliv nepřítelem. Nicméně doporučil těm, co by s Čechami chtěli dohodnout klid zbraní, aby svou žádost předložili nejbližšímu zemskému sněmu. Avšak tlak obyvatel Chebu, kurfiřta Fridricha Braniborského a bavorského vévody Jana, kteří doprovázeli basilejské zástupce, přispěl k překonání mrtvého bodu a vedl k sepsání úmluvy známé pod jménem Soudce chebský. Tato listina byla vítězstvím husitů a do jisté míry i jedním z největších jejich úspěchů, neboť v ní katolická církev poprvé v dějinách uznala „kacíře" za rovnoprávného partnera, netrvala na bezpodmínečné správnosti svých názorů a přijala jako nejvyšší autoritu boží zákon obsažený v Písmu. Dne 21. května Prokop Holý písemně informoval krále Zikmunda o výsledcích jednání v Chebu a vyzval jej, aby se osobně účastnil jednání husitů v Basileji. Ještě na konci téhož měsíce vyrazil v čele táborského a sirotčího vojska k Olomouci, aby vypomohl moravským husitům, kteří se zmocnili kláštera Hradiště, ale vzápětí byli obleženi vojskem Albrechta Habsburského. Rakouský vévoda se ihned po obdržení zprávy o příchodu českých polních vojsk stáhl ze své pozice, a tak se husité obrátili k Olomouci, v jejímž okolí způsobili značné škody.

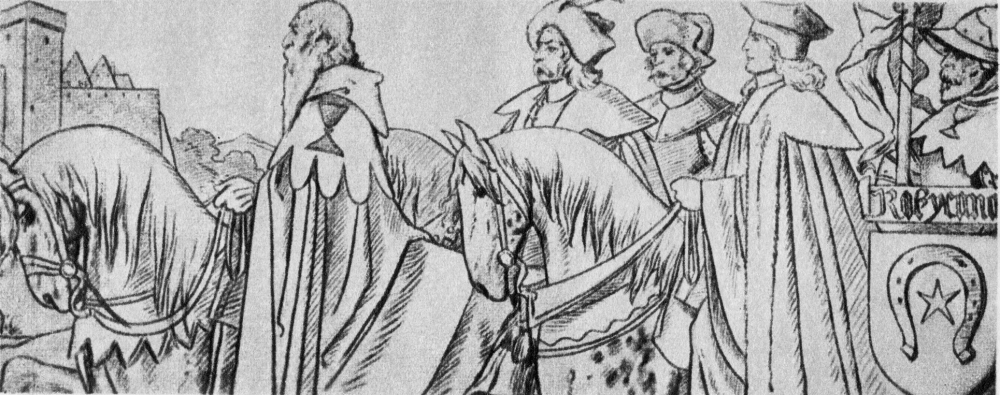
Mikoláš Aleš: Prokop Holý v čele českého poselstva přijíždí do Basileje

Na konci první červnové dekády dorazila k Prokopovi Holému zpráva o zničení zásobovacího konvoje, který byl vypraven z Hradce Králové do slezského Němčí. Přepadení měla na svědomí střelínská posádka a táborský duchovní správce rozhodl o okamžitém protiúderu. Husité, pohybující se rychlostí až 21 mil za jedno krmení, dorazili ke Střelínu 14. června a ještě téhož dne, posíleni o posádku z Němčí, nečekaným úderem rozprášili nedaleko jeho hradeb přítomné vojenské oddíly. Část protivníkových vojáků uprchla z bojiště do města, ústup však byl jen dočasným řešením, neboť o dva dny později 600 obránců složilo zbraně. Dne 21. června Prokop Holý s vojskem zamířil k Vratislavi, aby vyplenil její okolí. Posléze zpustošil část knížectví olešnického a 25. června přitáhl k Stinavě, kde se mu podařilo lstí dobýt most a překročit Odru. Vypálení dalších měst a městeček, mezi něž patřila i Olešnice (2. červenec), pohnulo slezské stavy uzavřít za cenu 1600 kop českých grošů dvouleté příměří. Dalším z husitských úspěchů roku 1432 bylo uzavření spojenecké smlouvy s polským králem Vladislavem v Pabianicích (24. červenec – 11. srpen). Z nedostatečných písemných pramenů však není zřejmé, proč se této důležité a zároveň politicky choulostivé schůzky Prokop Holý nezúčastnil a namísto toho patrně ještě před uzavřením příměří se slezskými stavy odcestoval zpět do Čech. Zde byl ve dnech 31. srpna – 6. září přítomen na všehusitském sněmu v Kutné Hoře, kde byly oficiálně potvrzeny chebské úmluvy a došlo k volbě diplomatického poselstva do Basileje. Spolu s Prokopem Holým, jenž byl postaven do čela patnáctičlenné delegace, se měli cesty účastnit například mistr Petr Payne, Vilém Kostka z Postupic, Beneš z Mokrovous, Jíra z Řečice, Matěj Louda z Chlumčan, Mikuláš z Pelhřimova, Martin Lupáč a další. O necelé dva měsíce později (28. října) Prokop Holý přijal v Litomyšli polské vyslance, které doprovodil do Prahy, kde s nimi opětovně projednal smlouvy o přátelství a vzájemné pomoci. Na cestu do Římskoněmecké říše se spolu s poselstvem, jež čítalo na padesát koní, vydal z české metropole 6. prosince.

#### Rok 1433

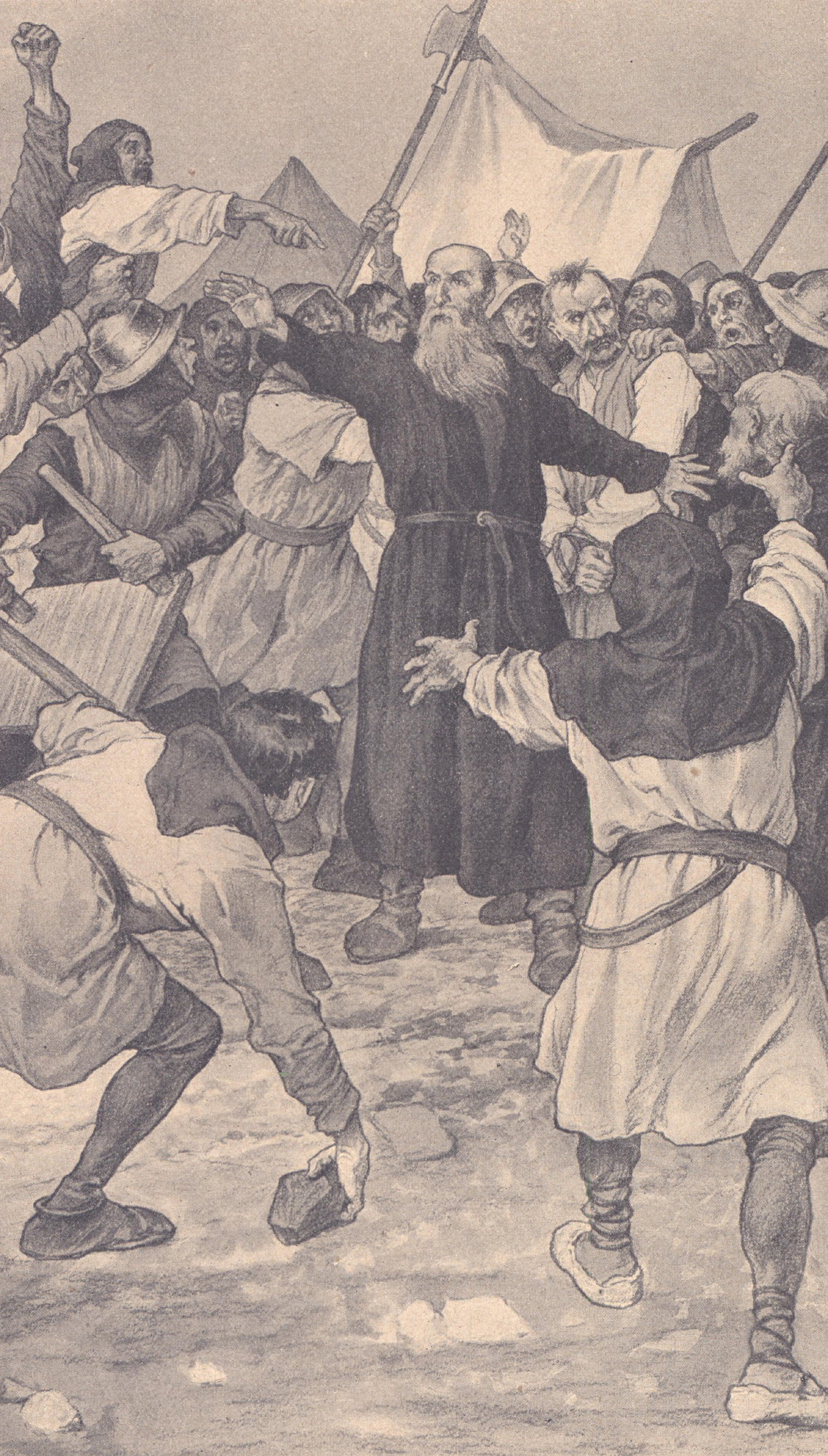
Věnceslav Černý: útok proti Prokopovi Holému před obléhanou Plzní

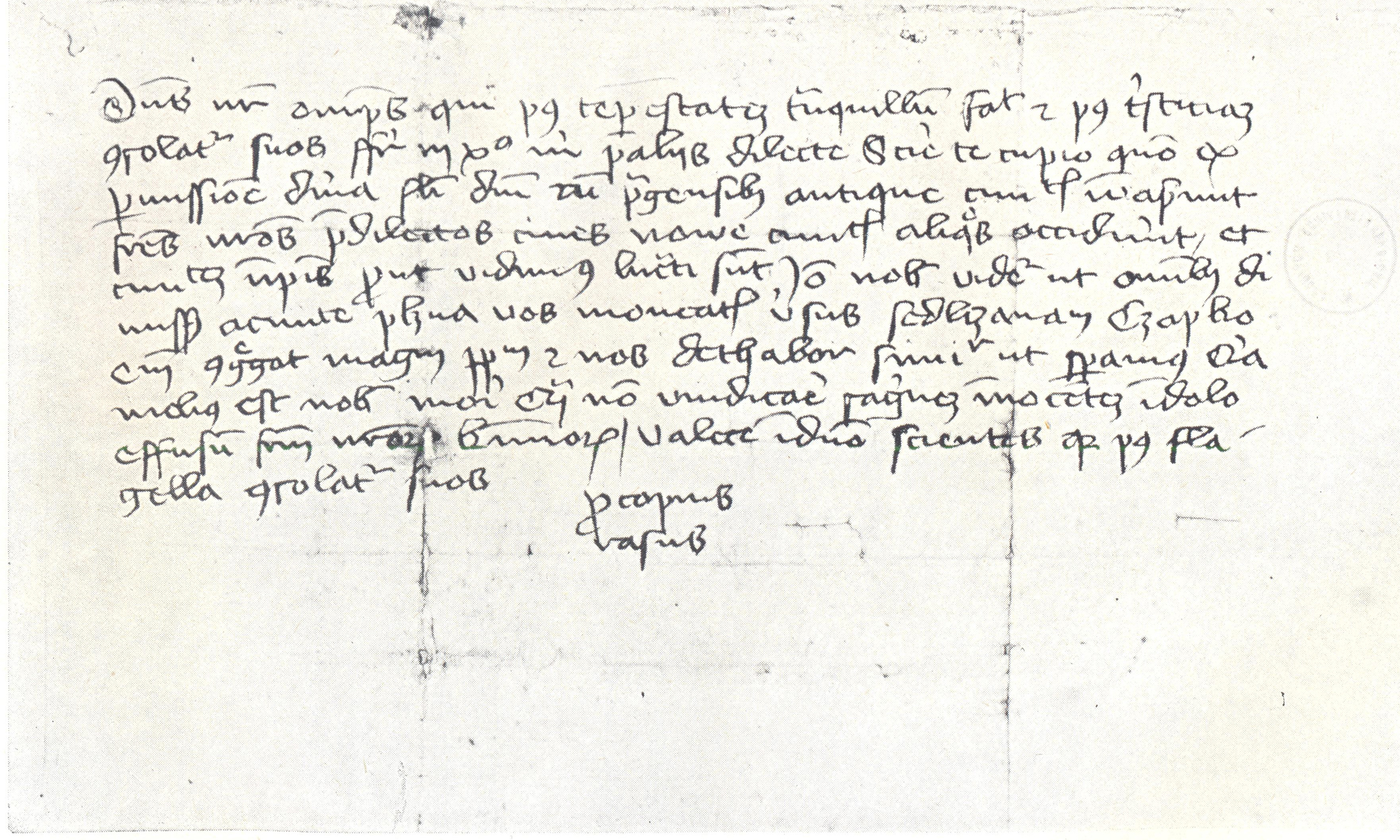
Latinsky psaný list Prokopa Holého, adresovaný po 6. květnu 1434 Prokopovi Malému, kterým informuje vojska obléhající Plzeň o dobytí Nového Města pražského. Dopis na cestě k adresátovi zřejmě padl do rukou vojáků Oldřicha z Rožmberka

Do Basileje dorazilo husitské poselstvo bez větších problémů 4. ledna a svým příjezdem vzbudilo velkou pozornost. Enea Silvio Piccolomini, který byl přímým účastníkem koncilu, v tomto směru poznamenal: 
| „                         | Městské obyvatelstvo vyhrnulo se za hradby, také přemnozí ze sněmu očekávali před branami příchod nejstatečnějšího a nejproslulejšího národa. Jiní seběhli se v četném počtu na ulicích, kudy měli jeti, ženy, děti i dívky naplnily střechy a okna, jedni na toho, jiní na onoho prstem ukazovali, obdivovali se cizím způsobům a kroji před tím nevídanému, pozorovali hrozné tváře mužů a divoké oči jejich, říkali, že není nepodobné, že od takových lidí bylo vykonáno, co o nich pověst rozhlásila; avšak nejvíce upírali všichni zrak na jednoho: na Prokopa, on že jest ten, který tolikrát porazil vojska věrných, který vyvrátil tolik měst, zahubil tolik tisíc lidí, jehož se stejně obávali jeho krajané i nepřátelé, jakožto vůdce nepřemoženého, odvážného, neohroženého a nezdolného námahou ani strachem. | “ |
| — Enea Silvio Piccolomini | |   |

 Po oficiálním přivítání konšely města byli čeští vyslanci ubytovaní ve třech předních hostincích, z nichž jeden byl určen pro Prokopa Holého a Viléma Kostku z Postupic. Ačkoli se táborský duchovní správce zápolení bohoslovců, které trvalo od 16. ledna do 8. dubna, neúčastnil, jeho přičiněním zůstala zachovaná jednota husitů. Tu ohrožoval zejména postoj mistra Jana Rokycany, vůči němuž Prokop Holý reagoval slovy, že by raději zemřel, než by před koncilem dopustil vnitřní rozepře. Do vlastního jednání zasahoval jen vzácně nepřipravenými projevy, které by šly spíše charakterizovat jako výbuchy vírou přeplněné mysli, která byla přesvědčena o naprosté oprávněnosti své věci. Nepřátelský postoj zaujal zejména proti mistru pařížské university dominikánovi Janu Stojkovičovi, jenž svou řeč zbytečně protahoval a veřejně nazýval husity kacíři. Proti tomuto označení se Prokop Holý ohradil: „I já s druhými bratřími tvrdím, že nejsme kacíři a nikdo nám to dosud nedokázal. A přede onen mnich ve své řeči neustále nás prohlašoval za kacíře. Také to vezměte na vědomí, že kdybych to věděl v Čechách, najisto bych sem nebyl přišel. A vy jednáte proti úmluvám sjednaným v Chebu, jak vědí ti, kteří tam byli, jako doktor Tok.“ Uražený táborský duchovní správce poté opustil auditorium, a kdykoliv hovořil Jan Stojkovič, jednání se i s Vilémem Kostkou neúčastnil. Svou nejdelší řeč pronesl ve chvíli, kdy se kvůli nedostatku finančních prostředků poselstvo loučilo s koncilem. V krátkém projevu uvažoval nad nápravou církve a příčinami církevních zlořádů. Basilej čeští diplomaté opustili 14. dubna a do Prahy, společně s vyslanci koncilu, kteří měli s husity pokračovat v další debatě na půdě české metropole, dorazili 8. května. Přítomnost katolických delegátů se však setkala s odporem kazatele Jakuba Vlka a novoměstských sirotků a krátce po rozšíření zprávy, že biskup Filibert ve svém bytě biřmoval několik českých dětí, pražská chudina připravila noční přepadení domů, kde byli vyslanci ubytovaní. Jen díky zásahu Prokopa Holého, jenž se o útoku včas dozvěděl a pobouřenému lidu jeho záměr rozmluvil, nedošlo k žádným násilnostem.
| „             | Pán náš všemohoucí, jenž po bauřích dává jasnost a po zármutcích útěchu, budiž s Tebou bratře v Kristu mně nad jiné milý! Věz, že z dopuštění božího falešní páni zemští s Pražany staroměstskými obořili se na milé naše bratry, měšťany novoměstské; některé zabili a město na nich dobyli, jakož sme to spatřili sami. Proto zdá se nám, abyste nechajíce všeho, hnuli sebou od Plzně k Sedlčanům. Čapek zajisté svolává veliký lid, a my od tábora nápodobně, jakož doufáme; neboť lépe jest nám umříti, nežli nepomstíti nevinné krve aukladně vylité milých bratří našich. Buďte s bohem, věda, že on potrestav svých, zase je potěšuje! | “ |
| — Prokop Holý | |   |

12. června byl v Praze za mimořádně velké účasti zástupců kališnické šlechty a měst a za přítomnosti řady zahraničních pozorovatelů zahájen takzvaný svatotrojický sněm. Po uvítacích ceremoniálech a prvních projevech 18. června pronesl svou řeč i Prokop Holý, jenž reagoval na výzvu Jana Palomara, který husity vybízel k všeobecnému příměří se všemi křesťanskými zeměmi a zároveň zaujal postoj proti žalobám, že nechce opustit od krvavých bojů a libuje si ve válkách. 
| „                          | Co se týče válek, zná vševědoucí Nejvyšší, že vaše strana, násilně pozdvihnuvši proti nám krvavý kříž, bez jakékoli naší viny jala se pořádati válečné vpády, ukrutně pustošíc mečem a ohněm toto České království. Jejich věru nespravedlivému útlaku jsme kladli až dodnes odpor, opírajíce se o moc Páně. A z těch třebas krutých válečných podniků přece vypučely některé duchovní prospěchy, a jak pravděpodobně napřed tuším, vzejdou ještě větší: jednak co nejvíce tvrdošíjných posměvačů a protivníků spásných čtyř artikulů bylo přinuceno vyznávati ty pravdy slovem i skutkem a konečně se dobrovolně ukázali jejich ochránci a zachovávateli, chvalně v nich setrvávajíce až do smrti. ... O tom však buď Vaše Důstojnost ujištěna, že my zatracujeme neřády, jakýmkoli způsobem ve válečných podnicích se vynořující, z hloubi srdce jich litujeme a nepřestáváme kárati ty, kdož se pro svůj prospěch takto proviňují. Ale rozhodně snášíme válečná břemena proto, abychom, až připravíme oněm svatým pravdám byt v církvi boží, mohli dosáhnouti šťastného míru a dobrých dnů, z čehož vyroste s pomocí boží církve jednota, bratrská láska, náprava mravů a všechny ostatní žádoucí věci... | “ |
| — Z projevu Prokopa Holého | |   |

 V průběhu sněmu se Prokop Holý stal jedním z členů komise, jež měla s vyslanci koncilu projednat podrobný výklad čtyř pražských artikulů sestavený Janem Rokycanou. Nicméně basilejští diplomaté, kteří se rychle zorientovali v české politické scéně a začali získávat první důležité kontakty, další jednání záměrně prodlužovali, aby získali čas pro zajištění širší podpory a dalších informací. Na tento fakt reagoval táborský duchovní správce prohlášením, že neprojeví-li koncil ochotu k ústupkům, husité oblehnou nejvýznamnější baštu českých katolíků Plzeň a přinutí ji ke kapitulaci. I přes tento politický nátlak nedošlo k žádné dohodě, 14. července tedy k západočeské metropoli dorazily první táborské sbory. Ty postupně posílili další příslušníci husitských svazů a do poloviny října zde stanulo na 14 000 bojovníků. Prokop Holý dorazil k Plzni 15. srpna, vojskům pod jeho velením se však nepodařilo hradby poškodit dělostřelbou, jedinou možností proto zůstalo město i s početnou posádkou vyhladovět. Tento dlouhodobý podnik však znamenal i podstatnou zátěž na logistiku husitů, neboť Čechy v roce 1433 postihla značná neúroda. V druhé polovině září proto vyrazila do Bavorska rejsa pod velením hejtmana Jana Parduse a domažlického hejtmana Jana Řitky z Bezdědic, jejímž úkolem bylo zajistit oblehatelům dostatek potravin a finančních prostředků. Výprava však byla 21. září u vsi Hiltersried drtivě poražena domácí hotovostí, přičemž zachránit se podařilo pouze oběma velitelům a několika desítkám vojáků. V ležení před Plzní vyvolala zpráva o neúspěchu značnou bouři rozhořčení, která vygradovala na poradě zástupců táborských sil v úterý 29. září. Hlavním tématem diskuse byly patrně příčiny debaklu v Bavorsku a vina padla na oba hejtmany. Jan Pardus byl dokonce svázán a rozčilení vojáci požadovali jeho popravu jako zrádce a zbabělce. V tu chvíli se Prokop Holý hejtmana zastal, avšak sám byl obviněn, že jako duchovní správce zneužil svého postavení, přivlastňoval si kořist a bral peníze ze společné pokladnice. V následné vřavě jej pak podhejtman Tvaroh udeřil stoličkou do hlavy, načež byl svázán a spolu s Janem Pardusem a dalším hejtmanem vsazen do vězení. Odtud byl propuštěn teprve po několika dnech, nicméně v ležení u Plzně, i přes žádosti, aby dál setrval ve velení, nezůstal. Ponížený a zbavený rozhodujícího politického postavení odcestoval do Nového Města pražského, kde se hodlal léčit a žít po několik dalších měsíců.
V listopadu a prosinci se v Praze konal tzv. svatomartinský sněm, na němž byl zvolen nový zemský správce Aleš Vřešťovský z Rýzmburka a jeho dvanáctičlenný poradní sbor, a dále pokračovaly rozhovory se zástupci basilejského koncilu. Z toho, co jde o účasti Prokopa Holého na sněmu vyčíst z pramenů, lze předpokládat, že zachoval konstruktivní postoj a vyslovil se pro zřízení centrální vlády, jejímž účelem bylo zajistit pořádek a usnadnit vítězství husitského středu a levice. Svým stanoviskem překvapil své dosavadní přátele i protivníky a zároveň vzbudil nesouhlas v řadách sirotčího křídla. Poslední zmínka o Prokopovi Holém v roce 1433 a pro následující více než čtyři měsíce se datuje k 20. prosinci.

#### Rok 1434

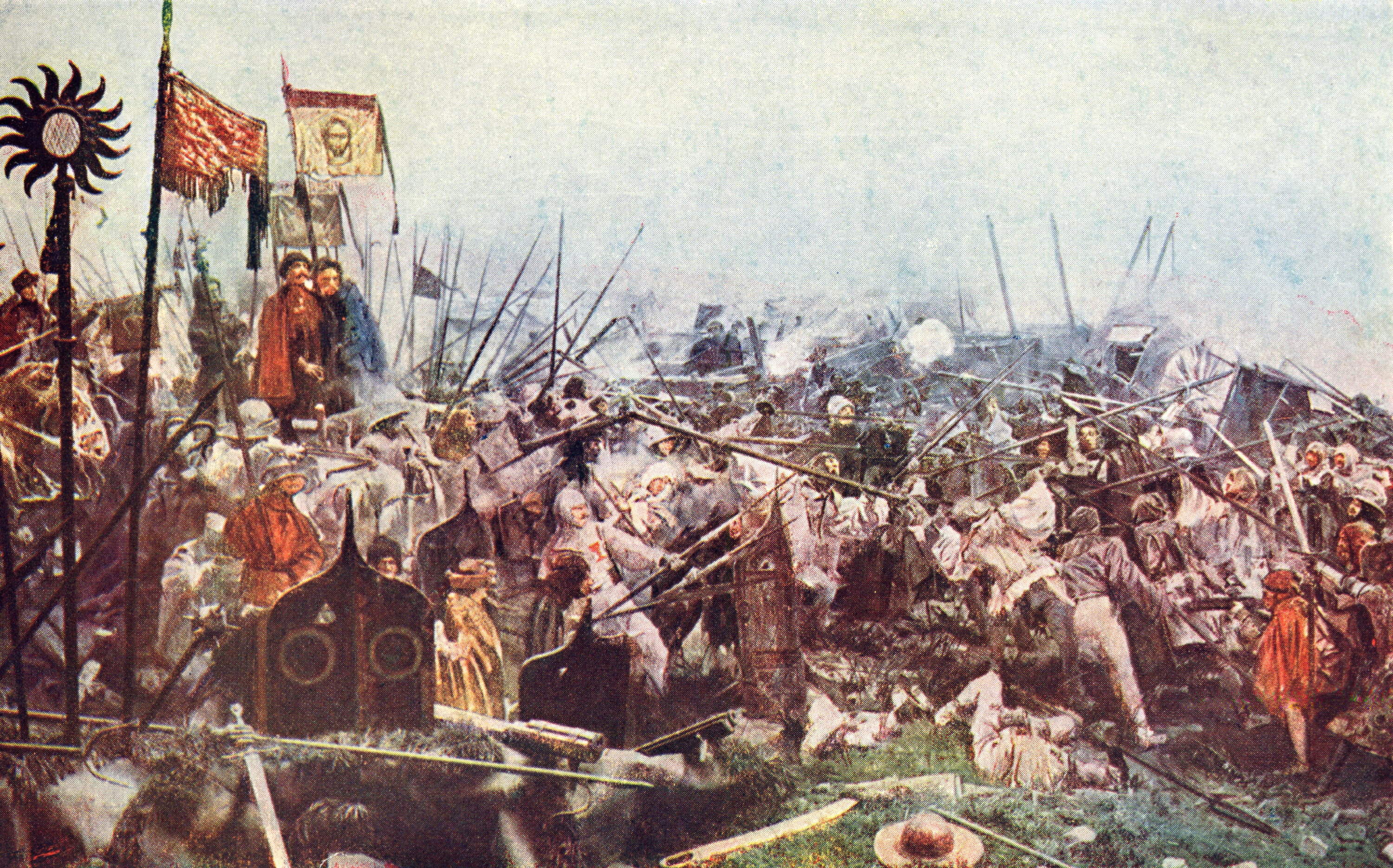
Luděk Marold: část panoramatu bitva u Lipan zobrazující skupinu husitských vojevůdců

Z jakých důvodů se jméno Prokopa Holého na více než čtvrt roku vytratilo ze záznamů v dobových relacích, potažmo proč se stáhl z politické scény, není známo. Nicméně indicie naznačují, že na přelomu dubna a května 1434 se opět dostal mezi úzký okruh předních táborských představitelů. Prameny blíže o příčinách jeho rozhodnutí nehovoří, avšak podle historika Petra Čorneje není vyloučeno, že hlavním impulsem pro něj byl vznik kališnicko–katolické koalice, která vážně ohrozila dosavadní dílo husitských radikálů i jejich politickou koncepci. Patrně mu nebylo proti mysli spolupracovat s příslušníky husitského středu, pokud viděl, že jde o program čtyř artikulů, ale ve chvíli, kdy se kališnická šlechta spojila s katolíky proti sirotkům i táborům a vidina pokojného vyřešení situace v Čechách se zhroutila, rozhodl se dál setrvat u zásad, za něž dosud bojoval. V prvních květnových dnech se táborský duchovní správce opět nacházel v Praze. Zde se jeho jméno 6. května vynořuje z historie v souvislosti s dobytím Nového Města pražského příslušníky zemské hotovosti, kterou proti radikálním bratrstvům svolal zemský správce Aleš Vřešťovský z Rýzmburka.
| „                      | Téhož roku na Nanebovstoupení Páně Pražané staroměstští se zemskými pány, panem Menhartem z Hradce, panem Alešem ze Šternberka, panem Hynkem Ptáčkem z Pirkštejna, s panem Alešem z Vřešťova, s Divišem Bořkem z Miletínka a s jinými zemany dobyli a násilně obsadili Nové Město pražské. … Stalo se to proto, že Novoměstští, kteří se drželi táborů a spoléhali na ně, opevňovali a ohrazovali město proti Staroměstským přes řadu uzavřených smírů; zvláště pak proto, že Novoměstští loupeže a bezprávně vzali Staroměstským dvě brány, Poříčskou a Horskou. A tak Staroměstští vyhnali z města kněze Prokopa Holého a Ondráčka Kerského, kteří sem byli vysláni vojskem… | “ |
| — Staré letopisy české | |   |

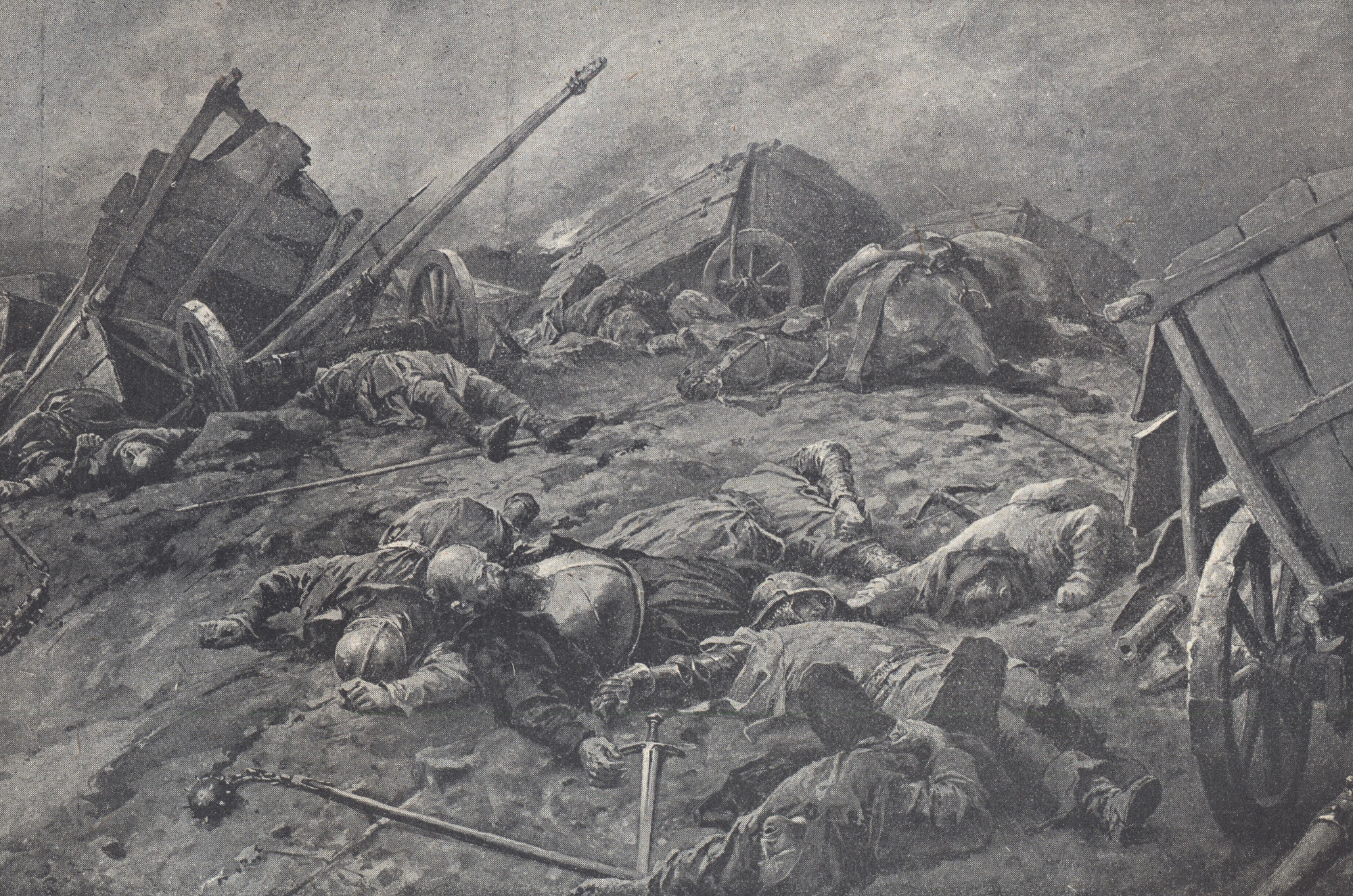
Věnceslav Černý: Po bitvě u Lipan

Patrně ještě téhož dne Prokop Holý sepsal list, kterým informoval Prokopa Malého a hejtmany u Plzně o ztrátě hlavního města a svolával je k protiútoku. V této chvíli ještě nemohl tušit, že 5. května se Přibíkovi z Klenové podařilo proniknout obklíčením a dodat obléhaným potřebný materiál včetně 70 000 litrů obilí. Naděje na brzké dobytí západočeské metropole se tím odložily na neurčito a 9. května, krátce po obdržení zprávy od Prahy, proto začala polní bratrstva opouštět plzeňský prostor.
Z Prahy Prokop Holý odjel do Tábora, kde shromáždil posily a již 11. května neúspěšně oblehl Borotín, který chtěl potrestat za zradu jeho majitele Mikuláše z Landštejna. Z této pozice se však brzy přesunul k Sedlčanům nebo k Miličínu, kde se spojil s oddíly, jež sem přitáhly od Plzně. Dne 17. května se pak táborské vojsko pod jeho velením rozložilo poblíž Krče, odkud ve spolupráci se sirotky Jana Čapka ze Sán, jehož tábor se rozkládal u vsi Jirny, podnikal akce proti Praze. Nicméně pokusy vylákat protivníka k ozbrojené konfrontaci v poli nebo vyprovokovat své přívržence uvnitř metropole k převratu nebyly úspěšné, neboť příslušníci zemské hotovosti zcela ovládali jak Staré, tak Nové Město a vyčkávali příchodu vojáků Oldřicha z Rožmberka a posil ze západních Čech a Karlštejnska. Kdy a proč se husité od Prahy stáhli, není známo, avšak je pravděpodobné, že se tak stalo krátce před příchodem těchto oddílů. Příčinou mohly být zásobovací potíže, ale také obava z boje s početnějším protivníkem v nepříliš výhodných podmínkách. Obě vojska husitských radikálů se spojila pravděpodobně u Hradešína, odkud se přesunula přes Přišimasy a Limuzy na Kolínsko. Patrně doufali, že si v kraji pod kontrolou sirotčího svazu opatří proviant i posily. Souběžně s těmito manévry příslušníci zemské hotovosti v čele s Divišem Bořkem z Miletínka přitáhli k Českému Brodu, který 27. května oblehli jen z toho důvodu, aby polní vojska vyprovokovali k bitvě. Táboři a sirotci již následujícího dne prošli Kouřimí a vozovou hradbu opřeli o Lipskou horu mezi vesnicemi Hřiby a Lipany. Zde došlo 30. května k bitvě, v jejímž průběhu Prokop Holý zahynul (bitva u Lipan). Zdá se, že jeho osud se naplnil přímo na některém z vozů, kde pokorně vyčkal na smrt, ačkoli italský humanista Enea Silvio Piccolomini vylíčil jeho skon dramatičtějším způsobem:
| „                         | Prokop nemoha již svých zadržeti, protože pro nebezpečí a strach neslyší jeho povzbuzování, vrhne se mezi nejhustší shluk nepřátel s četou, sebranou spíše z nejstatečnějších než nejoddanějších, odolává nějakou dobu nepřátelskému útoku a pobiv mnohé byl by už skoro vyrval nepřátelům vítězství. Avšak obklopen množstvím jezdců, ne tak poražen, jako porážením znaven, proboden jest náhodnou střelou. Podobným způsobem zahynul i druhý Prokop, o němž jsme řekli, že se jmenoval Malý, v témž zástupu statečně bojuje. A takový byl konec obou těch nejnebezpečnějších a nejhorších obav. A tak zločinná vojska Táboritů a Sirotků, před tím nepřemožená, byla nyní přemožena a zničena. Neví se, kdo zabil Prokopa Holého, ačkoliv Kostka, o němž jsme se nahoře zmínili a který byl tehdy na straně šlechty, říkal, že jest to jeho záslužným a odměny hodným dílem. | “ |
| — Enea Silvio Piccolomini | |   |

## Osoba a osobnost

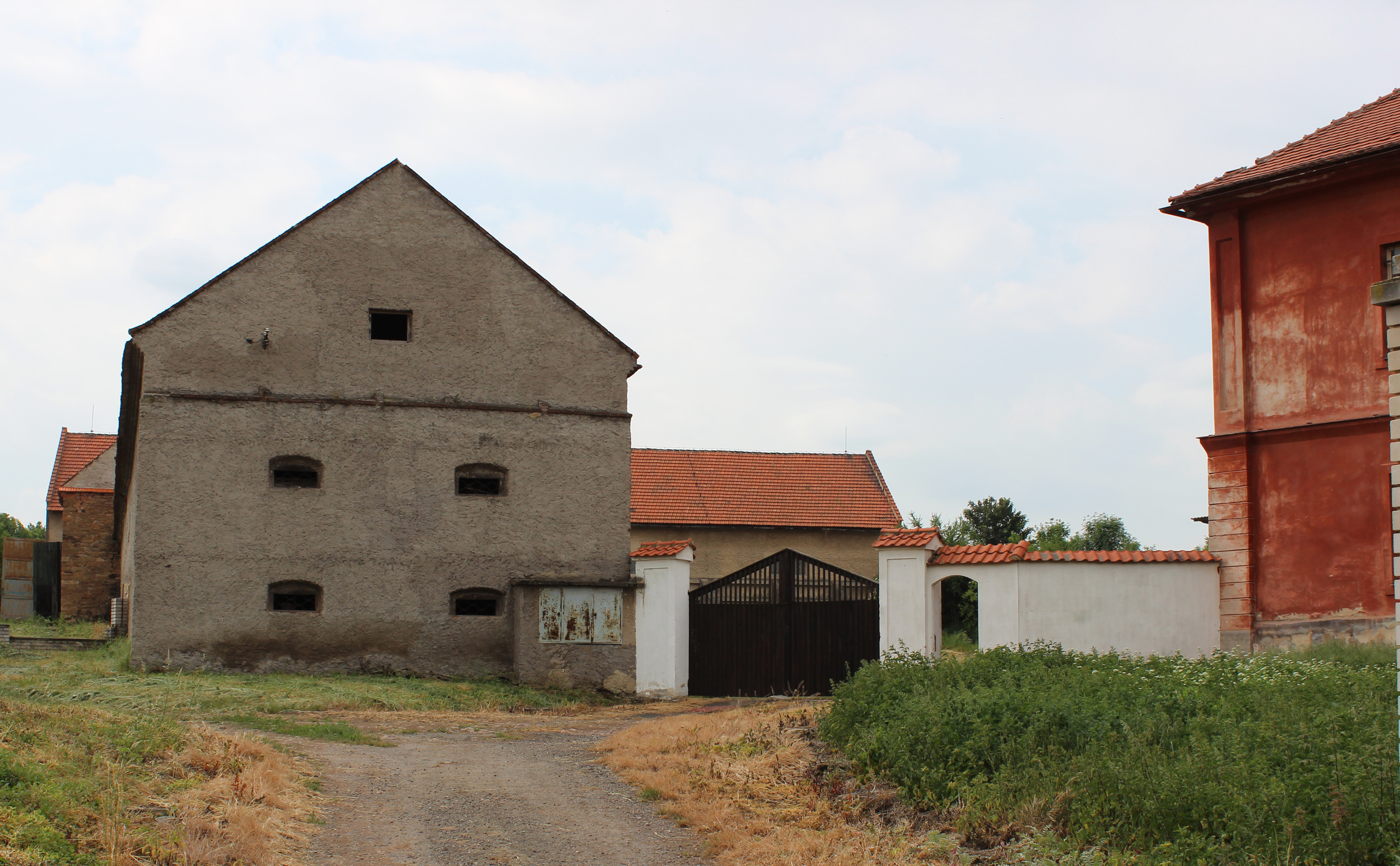
Lipany čp. 1, statek, na jehož zahradě byl podle legendy Prokop Holý pohřben

Jako u většiny osobností husitských válek je i s personáliemi Prokopa Holého spjata řada otazníků, na něž písemné prameny většinou nabízí jen částečné nebo nejasné odpovědi. O tom, jakého byl Prokop Holý vzezření, hovoří Enea Silvio Piccolomini v dopise kardinálu Carvajalovi. Z jeho popisu vyplývá, že byl střední postavy, silného těla a měl tmavé, snědé (načernalé) tváře, ze kterých vyhlížely živé, velké oči, jež byly svědectvím jiskřivé inteligence, bystrosti ducha a pohotovosti. Pod ostře řezaným nosem měl knír nebo na bradě malou bradku, jinak měl tvář holou. Pozdější zprávy, například od Bohuslava Balbína, dodávají, že jeho nos měl podobu jestřábího zobáku, že byl tedy zahnutý, a vůbec že Prokop byl podoby hrozné.
Atributem, který Prokopa Holého odlišoval od většiny militantních přívrženců kalicha, bylo nesporně jeho psychické založení. Za ním v první řadě stála výchova v patricijském prostředí a fakt, že byl vzdělanec, kněz a politik, nikoliv voják. Tím se také značně lišil i od svého neokázalého předchůdce Jana Žižky, s nímž jej jeho současníci často srovnávali. Mezi tyto diference patřil například sklon k životním radostem a pohodlí. Z dochovaných písemných zpráv je známo, že nosil krátký šat potažmo černý talár podobný šatu františkánů, navenek hrubý, uvnitř však podšitý drahou tkaninou a namísto pobytu ve stanu rád vyhledával pohodlí domů či šlechtických paláců. I své přízvisko Holý snad získal díky skutečnosti, že kvůli komfortu nenosil plnovous po vzoru starozákonních proroků, jak bylo u táborských kněží zvykem, ale svou tvář zdobil jen knírem nebo bradkou. Prostotu životního stylu byl před svým konzervativním okolím patrně nucen jen předstírat, nicméně v soukromí si počínal jako příslušník panského stavu nebo patriciátu. Příkladem je například jeho chování v Basileji, když 21. ledna namísto účasti na slyšení u koncilu dal přednost návštěvě lázní. Také na bojišti se od většiny vojevůdců výrazně odlišoval, neboť podle svých slov vlastní rukou neprolil ani krůpěj krve, tím míň, že by někoho zabil. Respekt u zkušených válečníků i v politických kruzích mu však zajistila jeho věrnost svým zásadám, neúplatnost a zejména vůdčí schopnosti. Historik František Šmahel v tomto směru poznamenal: „Prokop Holý přistupoval k zjevnému rozporu mezi ideálním posláním a mocenskými prostředky husitského programu s nadhledem reálně uvažujícího politika, jenž neustále musel vyvažovat protichůdné tlaky svého okolí, v nichž se odrážely nejen charakterové vlastnosti jednotlivců, ale i kolektivní zájmy či postoje širších skupin. Upokojit zaslepené a hašteřivé bohoslovce bylo právě tak obtížné jako vyjít vstříc kořistnickým choutkám některých hejtmanů. Neméně bedlivě musel sledovat urozené spojence, kteří někdy kalichu prokazovali cenné služby a jindy ho zrazovali."
Patrně výchova v prostředí jeho adoptivní rodiny měla za následek, že si jasně uvědomoval, jak důležité jsou mezinárodní styky i vazby se zahraničím a jeho myšlenky v evropském měřítku byly naprostým základem jeho politiky. Dalším osobnostním rysem byla jeho nechuť k teologickým třenicím a nevíra ve všemohoucnost náboženských názorů, přičemž i v těchto otázkách projevoval jasně politický názor. Tyto vlastnosti prokázal nejen v roce 1423 u Konopiště, ale také v Bratislavě, Krakově, Chebu, Basileji nebo v Praze. Leccos v tomto směru naznačuje i jeho postoj ke svátosti posledního pomazání (svatého oleje), jež požívala u katolíků i Pražanů nebeské úcty. Když byl v boji zasažen střelou, neváhal oleje použít jako desinfekčního prostředku. Jan z Příbrami k tomuto skutku dodává: „Co Holý Prokop řekl o té svátosti. Item jeden z prvních z nich, rúhaje sě té svátosti, řekl je: »A – co jsem já toho oleje na svů, bez poroka, řiť vymazal, když jsem byl postřelen!«" Zcela jasně tím dal najevo, že si cení více života a dává průchod zdravému rozumu, než aby se strachoval, že jej stihnou pekelné tresty. O Prokopovi Holém se ještě za jeho života proslýchalo, že byl ženat, avšak údaj o jeho manželství se prozatím nepodařilo ani prokázat, ani vyvrátit. Rovněž není známo, jakého dosáhl vzdělání, jeho kvalifikovaný zájem o literaturu v basilejských klášterních knihovnách však svědčí o značné náklonnosti ke vzdělanosti samotné. Ačkoli byl řadovými vojáky nejednou obviňován z osobního obohacování a nesprávného dělení kořisti (tyto výhrady patrně nepostrádaly opodstatnění), svou věrnost odkazu husitské revoluce a nezištnou neústupnost zásadám za něž bojoval prokázal v dubnu 1434. Přesvědčen o zradě husitských ideálů ze strany Starého Města a utrakvistické šlechty, volil raději návrat do řad radikálů, přestože bylo nasnadě, že jejich věc je ztracena a sám riskuje život. Historik Petr Čornej k jeho jednání dodává: „České dějiny poskytují jen málo příkladů takové osobní statečnosti, kdy uznávaný politik mezinárodního formátu, jenž by se snadno uplatnil i po případné změně poměrů, zcela odvrhne osobní zájmy, zapomene na svůj majetek, spálí za sebou všechny mosty a nasadí život v takřka již prohraném boji. Věrnost poznané pravdě a pohotovost k mučednictví spojuje Prokopa s jeho neméně velkými předchůdci: Janem Husem a Jeronýmem Pražským.“

## Hodnocení a odkaz

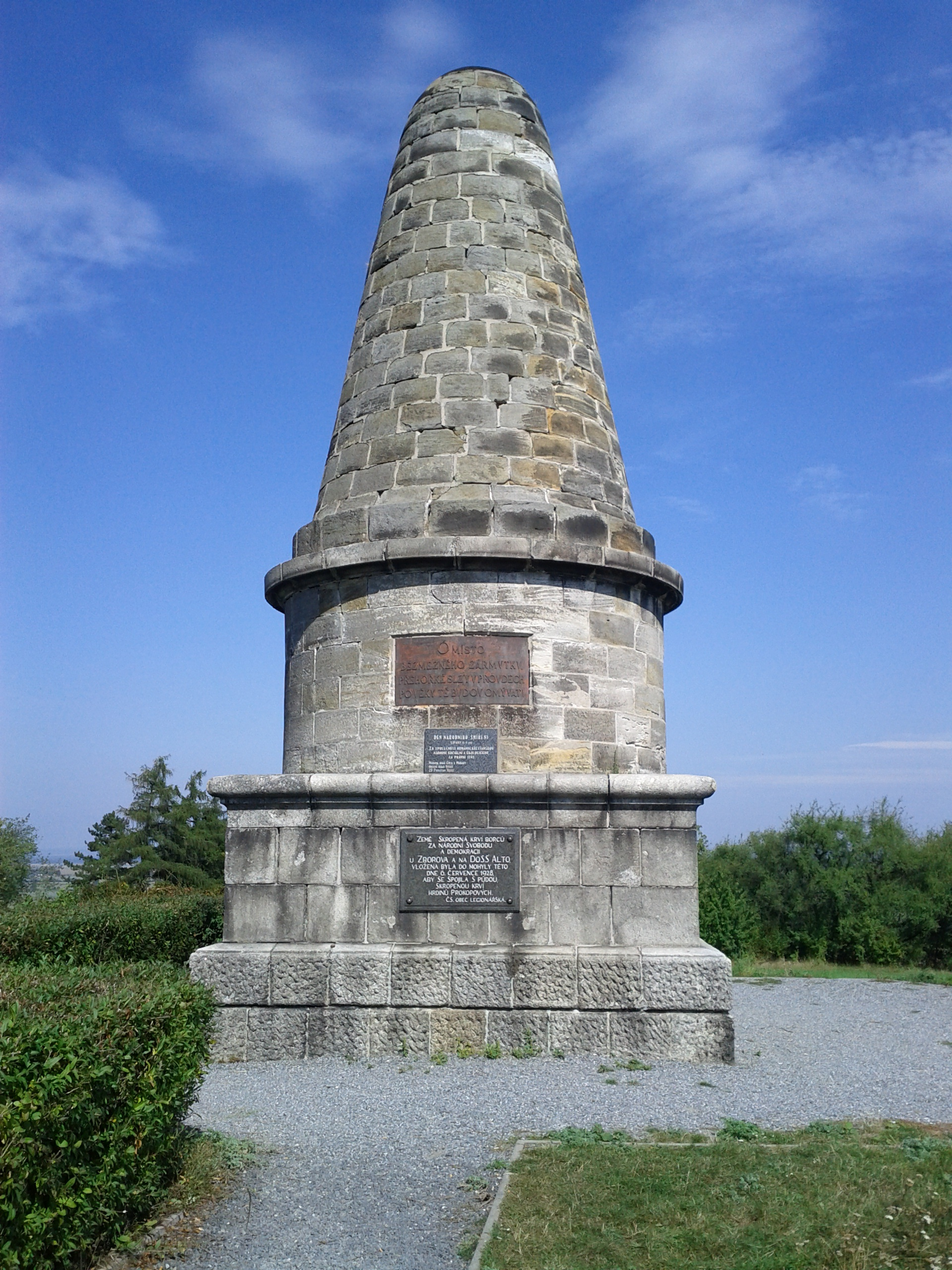
Prokopova mohyla, památník bitvy u Lipan na vrcholu Lipské hory

Oproti Janu Žižkovi zanechala historická obec o jeho následníkovi Prokopovi Holém jen skromné množství literárních prací. Jedinou moderní českou biografií zůstává kniha historika Josefa Macka Prokop Holý z roku 1953, která je však silně poznamenaná autorovým raným komunistickým smýšlením. Jiné faktografické kapitoly nebo populární články jsou součástí větších publikací, mezi něž patří studie A. Neubauera otištěná v Českém časopisu historickém XVI. (str. 28), kapitola Ve stopách Žižkových v knize Jaroslava Kosiny Velikáni našich dějin, druhá část knihy Rudolfa Urbánka Lipany a konec polních vojsk s podtitulem Prokop Holý a česká otázka a článek historika Františka Michálka Bartoše v knize Světci a kacíři (1949). Z prací před rokem 1900 se přímo či nepřímo životem táborského duchovního správce zabývá již několikrát výše citovaná Historie česká od Enea Silvia Piccolominiho a pozdější práce Zachariáše Theobalda (Hussitenkrieg) nebo Jacquese L'enfanta (Histoire de la guerre des Hussites et du concile de Basle). V roce 1784 vydal v Praze osvícenec a historik Johann Heinrich Wolf anonymně knihu Leben der beiden Prokope (Život obou Prokopů), kde Prokopa Holého nadšeně nazýval „českým Hanibalem“ nebo „českým lvem“. Roku 1844 vyšla v Paříži oslava husitů v díle George Sandové s názvem Procope le Grand. Francouzská spisovatelka hodnotila Prokopa Holého jako bojovníka za svobodu a sociální pokrok a v jejím podání byl klasifikován jako jedna z nejvýznamnějších postav světových dějin: Ale Prokop stál vzpřímen uprostřed svých hrdých táborů; Prokop protestoval proti zbabělé úmluvě a bylo třeba, aby Prokop padl, aby Řím a císař mohli vstoupit do Prahy přes mrtvolu proletariátu. V neposlední řadě nelze opomenout ani zakladatele moderní české historiografie Františka Palackého. Ten v Dějinách národu českého v Čechách a v Moravě k osobě Prokopa Holého poznamenal, že nerovnal-li se Žižkovi geniálností válečnickou, alespoň jej předčil politickým rozhledem. Uznával Prokopovo postavení v čele národa, nicméně mu bylo zřejmé, že šlo o status, který postrádal jasné hranice působnosti, neboť národ rozdělený a rozsápaný ve strany a roty, neznal více organické jednoty celku svého.
Pokud jde o hmotné památky, které mají připomínat Prokopa Holého budoucím generacím, ani při jejich realizaci nedosáhl popularity svého předchůdce Jana Žižky. Již ve druhé polovině 15. století sice katolík Pavel Žídek radil králi Jiřímu z Poděbrad, aby padlému táborskému duchovnímu správci a jeho druhům postavil u Lipan kostelík, k jeho stavbě však nikdy nedošlo. Stejně tak do druhé poloviny 19. století v Čechách nebyla na počest Prokopa Holého zahájena stavba jiného pamětního objektu, nicméně podle Bohuslava Balbína stávala jeho kovová socha na mostě v Basileji. Tentýž autor zároveň dodává, že v Karlově ulici v Praze byl Prokop Holý vymalován na stěně domu „U Adama a Evy“ (dnešní čp. 146). Počínaje rokem 1868 se na Lipské hoře, potažmo u smrku, pod nímž byl podle tradice Prokop Holý pohřben, začaly scházet mohutné politické manifestace, takzvané tábory, jejichž účelem bylo přimět rakouský dvůr k uznání historického státního práva Království českého. Teprve z řad příslušníků těchto akcí, organizovaných ve spolku „Prokop“, vzešla iniciativa vybudování Prokopovy mohyly, jejíž výstavba byla na Lipské hoře zahájena i dokončena v roce 1881. Dva další samostatné památníky tvoří pouze socha Prokopa Holého zhotovená podle návrhu akademického sochaře Karla Opatrného v letech 1908 až 1910 na Husově náměstí v Českém Brodě a pamětní kámen na Mírovém náměstí v Kouřimi odhalený roku 1934.
| „                    | To jsi nesnil, Prokope, s okem orla hlasem velkým nad biblí rozevřenou, roty všecky volaje v slední zápas o Kalich Páně! Zřím tě v duchu, olbříme, na tvém voze! Stojíš mezi hejtmany, knězi, hora s lysou skrání vládnoucí menším bratrům v řetězu vrchů. | “ |
| — Jaroslav Vrchlický | |   |

## Odkaz v první světové válce
V roce 1917 byl nově vzniklý 4. střelecký pluk Československých legií na Rusi nazván jménem "Prokopa Velikého". Stejné čestné pojmenování převzal i nástupnický Pěší pluk 4 poválečné armády.